# Subjekt (Philosophie)
Dem Begriff Subjekt (lateinisch subiectum ‚das Daruntergeworfene‘; griechisch ὑποκείμενον hypokéimenon ‚das Zugrundeliegende‘) wurden in der Philosophiegeschichte verschiedene Bedeutungen zugewiesen. Ursprünglich kennzeichnete der Begriff einen Gegenstand des Handelns oder einen Sachverhalt, über den eine Aussage gemacht wird.
Mit der Reflexion auf das eigene Erkenntnisvermögen erfolgte in der Neuzeit ein Bedeutungswandel. Der Begriff des Subjekts wurde nun eingeschränkt auf das erkennende Ich. Es entstand die Vorstellung eines Dualismus von einer (geistigen) Innenwelt und einer (materiellen) Außenwelt. Seitdem versteht man in der Philosophie unter Subjekt den menschlichen Geist, die Seele, das seiner selbst gewisse und sich selbst bestimmende Ich-Bewusstsein. Daraus ergibt sich allerdings ein philosophisches Problem, denn die Welt erscheint einem Subjekt nicht mehr zwangsläufig so, „wie sie wirklich ist“, vielmehr wird nunmehr alles Wahrgenommene subjektiv, indem es vom Erkenntnisapparat des Subjekts zurechtgeschnitten wird (Subjekt-Objekt-Spaltung). Indem es sich auf die Dinge in der Welt richtet, ist das Subjekt Träger sogenannter intentionaler Akte. Die intentionalen Gegenstände der Erkenntnis werden dann im Denken repräsentiert und als Objekte bezeichnet.
Diese erkenntnistheoretischen Positionen wurden in der Philosophie immer wieder kritisiert, und es wurde versucht, auf eine Überwindung des Subjekt-Objekt-Schemas hinzuarbeiten. Neben der erkenntnistheoretischen hat der Begriff Subjekt noch andere Bedeutungen: In der Handlungstheorie ist das Subjekt der Träger des freien Willens und der Entscheidungen. Die ursprüngliche Bedeutung des Begriffs Subjekt als Gegenstand ist noch in der Grammatik, in der Linguistik sowie im Bereich des Rechts als Rechtssubjekt erhalten. Während in der Philosophie auch der Körper einschließlich des kognitiven Apparates als Objekt betrachtet wird, bezieht sich der Begriff des Subjekts in den Sozialwissenschaften und in der Psychologie auf die ganze Person als Träger bewussten und unbewussten Handelns.

## Begriffsinhalte
Der Subjektbegriff, der seinen Ursprung in der Philosophie hat, ist Gegenstand einer Vielzahl von Wissenschaften, die diesen aus unterschiedlichen Perspektiven betrachten. Hierzu gehören vor allem die Psychologie, die Rechts-, die Literatur- und die Geschichtswissenschaften, die Medizin, die Anthropologie und nicht zuletzt die Soziologie sowie Strukturfächer wie die Semiotik. Eine eindeutige Definition des Begriffs erscheint angesichts dieser Breite nicht sinnvoll und könnte auch der dynamischen Entwicklung in den einzelnen Fächern nicht folgen.
Wesentlich, aber nicht hinreichend für ein Subjekt ist, dass es ein räumlich und zeitlich bestimmtes Wesen ist, das sich im Denken zu sich selbst verhält, also ein Selbstbewusstsein hat. Ursprünglich bezog sich der Begriff auf einzelne Individuen, die die materielle Grundlage eines Subjekts bilden. Der Übergang vom Individuum zum Subjekt ergibt sich aus der Zurechnung von geistigen Fähigkeiten und einer Seele sowie der Erwartung, dass das Individuum seine Handlungen aufgrund mehr oder weniger freier Entscheidungen selbst bestimmen kann. Das Subjekt kann zu eigenen ebenso wie zu fremden Handlungen und Meinungen zustimmend oder ablehnend Stellung beziehen. Im 19. Jahrhundert erfolgte eine Erweiterung des Begriffsinhalts auf kollektive Subjekte, wie sie Marx für die Bezeichnung des Proletariats als revolutionäres Subjekt verwendete. In der Folge wird auch von Personengruppen (die Landbevölkerung, die Arbeitslosen, die Jugend) oder von Institutionen (die Regierung, die Partei, das Unternehmen, der Verein) als einem Subjekt gesprochen, wenn für diese Entitäten eine kollektive Handlungsfähigkeit angenommen wird. Schließlich findet man auch den Begriff des abstrakten oder mystischen Subjekts wie der Kunst, der Geschichte, der Wirtschaft, eines Systems oder Hegels Weltgeist, die zumindest als Antrieb gesellschaftlicher Entwicklungen betrachtet werden.
Als nachhaltige Merkmale des Subjektbegriffs werden genannt:
- die Personalpronomina (ich, du, er …) als grammatische Subjekte
- das selbstreferenzielle Ich (Selbstwissen, Selbstbewusstsein)
- das individuelle erkennende Bewusstsein (Singularität, Individualität, Sinnvermittlung)
- das verantwortliche Subjekt (Selbstbestimmung, Autonomie)
- das kommunikative Ich (Intersubjektivität, Unhintergehbarkeit von Sprache)

In Hinblick auf philosophische Disziplinen unterscheidet man das aktive, schöpferische und autonome Subjekt der Erkenntnistheorie vom Subjekt als ein Etwas, einem passiven Betrachtungsgegenstand in der Ontologie. Einen metaphysischen Bezug haben beide Blickwinkel. Die erkenntnistheoretische Frage richtet sich auf das Unbedingte und Absolute als Letztbegründung von Erkenntnis, während die Ontologie sich mit der Existenz des Subjektes als Seienden im Verhältnis zum Sein an sich auseinandersetzt. Für den Erkenntnistheoretiker ist das Subjekt eher das Zugrundeliegende (hypokeimenon), für eher ontologisch ausgerichtete Lebens- und Existenzphilosophen, in der Psychoanalyse und in der Gesellschaftstheorie von Marx bis in die moderne Soziologie eher das Unterworfene (subiectum), das dem Problem der Fremdbestimmung, der sozialen Unterwerfung und gesellschaftlichen Zwängen ausgesetzt ist. In der Erkenntnis bestimmt das (erscheinende) Objekt das Subjekt, in der Handlung hingegen wird das Subjekt selbst aktiv und macht das Objekt zum Gegenstand seines Handelns. Während in der Erkenntnistheorie von Descartes bis Kant die Funktion der Vernunft eines urteilenden Subjekts im Vordergrund stand, rückte vor allem bei Schopenhauer und Nietzsche der Wille eines handelnden Subjekts und damit die Frage der Willensfreiheit in den Vordergrund der Betrachtungen.
Die Sprachphilosophie des 20. Jahrhunderts hat gezeigt, dass der Mensch den Zugang zur Welt über die Sprache findet. Andererseits ist die Sprache an den Menschen gebunden. In jedem Sprechakt wird der Geltungsanspruch durch das Subjekt erhoben. Tiefengrammatisch ist jeder Satz auf die Form „Ich sage X“ zurückzuführen. Es ist jeweils der Sprecher als handelndes Subjekt, der die Verantwortung für die Geltung des Satzes übernimmt. Diese Einsicht stimmt mit der These Kants überein, dass die logische Einheit „Ich“ in jeder Vorstellung enthalten ist. Die Vorstellung der Abhängigkeit eines Subjekts von einer Beziehung zu einer Kommunikationsgemeinschaft, seine notwendige Intersubjektivität, baut auf der bereits vorhandenen Idee eines Subjekts auf. „Ich kann ein anderes Ego als ein anderes Ego nur bestimmen, wenn ich zuvor schon mit Subjektivität vertraut war.“
Die Rede über das Subjekt ist wesentlich vorbestimmt durch den sprachlichen Rahmen, den Soziolekt, der sich aus dem zugrunde liegenden Paradigma der den jeweiligen Diskurs bestimmenden Theorie ergibt. Eine den Diskurs eingrenzende Subjektivität ist in jeder Rede und in jedem Text enthalten. So ist die Gegenüberstellung von Proletariat und Bourgeoisie bei Marx gesellschaftskritisch orientiert, während Niklas Luhmann das Begriffspaar System und Umwelt verwendet, um eine konstruktivistische Gesellschaftstheorie zu beschreiben. Bei Kant ist die Rede vom völlig abstrakten transzendentalen Ich (s. u.) bestimmend für seine Analyse des Ausgangspunktes aller Erkenntnis, während Sigmund Freud sich auf der empirischen Ebene mit der Unterscheidung von Bewusstem und Unterbewusstem als das Ich bestimmenden Elementen befasste, um Einsichten für die Psychoanalyse zu gewinnen. Gerade über die Sprache ist auch das Selbstverständnis und die Rolle des Subjekts als Vertreter eines Geschlechts (Gender) oder einer sozialen Gruppe bestimmt.
Eine mit der Betrachtung des Subjekts verbundene Frage ist die nach der Identität insbesondere im Zeitablauf. Diskutiert wird einerseits, inwieweit ein Subjekt mit sich identisch bleibt, wenn sich die Bedingungen seines Lebens wesentlich wandeln. Dabei spielt der Weg vom Kind zum erfahrenen reifen Menschen ebenso eine Rolle wie Krankheit (z. B. Demenz) oder Brüche im Leben durch die Erfahrung von Grenzsituationen. Wandel im Leben bedeutet auch Wandel in der Identität des Subjekts, so dass man von einem einheitlichen Subjekt nur sprechen kann, sofern man die Einheit in der Vielfalt der Geschichte, der Rollen, der Interessen, Lebensentwürfe und der sich wandelnden Weltanschauungen eines Subjekts erfasst. Andererseits besteht das Problem, wie das Subjekt als eigener Gegenstand im Bewusstsein mit sich selbst als identisch gedacht werden kann, ohne in einen gedanklichen Zirkel zu geraten. Der Gedanke einer unmittelbaren, intuitiven Evidenz, dass ich mit mir selbst identisch bin, ist tautologisch. Einen möglichen Ausweg aus diesem Denkproblem zeigte Wittgenstein, der Begründungen zu Aussagen über unmittelbare Erfahrung als sinnlos bezeichnete (s. u.). Ein anderer Ansatz liegt darin, Selbstbewusstsein nicht als psychischen Akt der Reflexion eines Bewusstseins auf sich selbst als Objekt zu beschreiben, sondern als unmittelbare Vertrautheit mit dem psychischen Vorgang. Man muss das Phänomen des Hörens eines Tons von der Vorstellung über das Hören eines Tons unterscheiden. Die Vertrautheit mit sich selbst ist danach eine praereflexive, zeitlich identische Eigenschaft des Bewusstseins.
Dem Zirkel, der aus der Vorstellung des Selbstbewusstseins als einer Reflexion des Bewusstseins auf sich selbst entsteht, entgeht auch die moderne Neurophilosophie, wenn sie anstatt von einer einheitlichen, punktuellen Vorstellung des Bewusstseins auszugehen, das Bewusstsein als einen Raum beschreibt, in dem es besondere Sphären für das Wahrnehmen, Denken, Fühlen und Erinnern gibt und in diesem Raum auch eine Ebene für die Reflexion und die Identität vorhanden ist. Das Bewusstsein ist dann nicht mehr ein von sich selbst Verschiedenes. Man kann dann nicht mehr von einer Repräsentation des Bewusstseins im Bewusstsein reden, sondern Bewusstsein wird zu einem Prozess des Erlebens.

## Konzepte in der Geschichte

### Antike und Mittelalter
Abweichend vom neuzeitlichen Verständnis kann man in der antiken und mittelalterlichen Tradition im Wesentlichen drei Bedeutungen des Begriffs Subjekt unterscheiden:
1. ontologisch jedes Seiendes als Träger von Eigenschaften, Akzidenzien, Handlungen oder Habitus, vergleichbar dem Begriff einer Substanz, über die etwas ausgesagt werden kann[16] (subiectum haesionis oder attributionis);
2. logisch oder grammatisch das Subjekt als Satzgegenstand, von dem ein Prädikat ausgesagt wird[17] (subiectum praedicationis oder propositionis), und
3. den Gegenstand einer Wissenschaft oder allgemein das Thema einer Beschäftigung (englisch subject/matter; subiectum occupationis oder tractationis).

In Aristoteles’ Schrift von den Kategorien dient der Begriff Subjekt zur Unterscheidung von etwas Selbständigen zu etwas Unselbständigen. Dem selbständigen Subjekt haften die unselbständigen Akzidenzien an.
Als Objekte wurden hingegen durch intentionale Akte gegebene konkrete Dinge betrachtet, die als Gegenstände im Bewusstsein bereits vorhanden sind. So unterschied beispielsweise Wilhelm von Ockham das esse subiectivum als Sein der Dinge vom esse obiectivum als dem Sein der Gedanken im Geist.

### Descartes
René Descartes gilt als Begründer der neuzeitlichen Subjekt-Philosophie, der „das Denken zum Prinzip macht“, verwendet aber den Begriff Subjekt in seinen Meditationes noch im vormodernen Sinne. Zwar kommt bei ihm schon das substantivierte Moy (Ich) vor, aber er bezeichnete das Subjekt als res (Ding) und als substantia. Der Geist wird insofern Subjekt genannt, als er Träger der cogitationes (Gedanken, Ideen) ist. Der Geist wird zur eigenständigen, denkenden Substanz, zur res cogitans, der das Materielle als etwas Ausgedehntes (res extensa) gegenübersteht. Entscheidend für den Weg in die Neuzeit ist vor allem Descartes’ Versuch, die Gewissheit des denkenden Selbstbezugs als einzig unbezweifelbare Gewissheit zu erweisen (cogito, ergo sum), wodurch das denkende Ich zur Grundlage aller wissenschaftlich erfassbaren Wirklichkeit wird.
Nicht mehr in einer gottgegebenen Heilsgewissheit, sondern im eigenen Denken soll der Zweifel beseitigt werden. Auch wenn Descartes zur Begründung der menschlichen Fähigkeiten einen Gottesbeweis vorlegte, weil er die Existenz Gottes voraussetzen musste, um den Zweifel zu überwinden, so ist sein Denken der Weg in den Deismus, zu einem unpersönlichen Gott. Hiermit wurde er „zum Anwalt einer emanzipierten, von Gott sich losreißenden Aufklärung, einer Selbstbehauptung des Menschen gegen Gott“. Als Subjekt ist der Mensch „für sich“ und nicht mehr für einen Anderen. Er kann nicht mehr als ein Objekt, als Gegenstand im Eigentum eines Anderen betrachtet werden. Der veränderte Subjektbegriff führt in die Ideen der Freiheit und der Selbstverwirklichung des Menschen.
Descartes steht für den Übergang von der ontologischen zur erkenntnistheoretischen Bedeutung des Subjekt-Begriffs. Indem er den Geist, das Bewusstsein, rein unkörperlich dachte, schuf er auch die Frage, wie denn die materielle Welt durch den Geist beeinflusst wird, eine Thematik, die als Leib-Seele-Problem in der Philosophie des Geistes bis in die Philosophie der Gegenwart reicht. Descartes eigene Lösung war ein Dualismus der wechselseitigen substanziellen Einwirkung von Körper und Geist aufeinander. Indem er den Geist dem Körper und der Natur entgegensetzte, erhielt der Mensch bei Descartes in der Trias mit Welt und Gott die führende Rolle.

### Locke
Der Empirist John Locke war wie Descartes ein Vertreter des erkenntnistheoretischen Dualismus. Er entwickelte eine Abbildtheorie, nach der sich die äußeren Gegenstände in das Bewusstsein des erkennenden Subjekts einprägen. Auch wenn Locke annahm, dass der Verstand die Inhalte des Denkens ausschließlich auf dem Weg der Wahrnehmung gewinnt, so sind bei ihm im Verstand doch die Fähigkeiten des Denkens und ein immer reflektierendes Bewusstsein angelegt. Wie bei einer Camera obscura werden die Wahrnehmungen der materiellen Dinge (sensations) als Repräsentationen im immateriellen Bewusstsein passiv erfasst. Durch Reflexion werden diese Repräsentationen in einer inneren Wahrnehmung (reflections) ihrerseits erfasst und strukturiert.

„weil das Bewusstsein das Denken immer begleitet und jeden zu dem macht, was er sein Selbst nennt und wodurch er sich von allen anderen denkenden Wesen unterscheidet, so besteht hierin allein die persönliche Identität, d. h. die Selbigkeit des vernünftigen Wesens“

Die Reflexionen des Bewusstseins ermöglichen dem Menschen auch seine Identität festzustellen.

„Um zu erkennen, worin die mögliche Identität besteht, müssen wir erwägen, was Person bedeutet; und ich denke, das ist ein denkendes, verständiges Wesen, das Vernunft und Überlegungen besitzt und sich selbst betrachten kann, als dasselbe denkende Wesen zu verschiedenen Zeiten und an verschiedenen Orten, wozu es nur mit Hilfe des vom Denken untrennbaren und diesem […] wesentlichen Bewusstsein imstande ist, indem es niemandem möglich ist, etwas wahrzunehmen, ohne zugleich wahrzunehmen, dass es wahrnimmt.“

### Leibniz
Für Leibniz gibt es ein inneres Lebensprinzip, eine ausdehnungslose Monade, die jedem Individuum innewohnt und sowohl die physische Gestalt als auch sein Selbstbewusstsein begründet. Dieses Selbstbewusstsein bestimmt wie bei Locke die Identität des Subjekts durch Reflexion. Auf der unteren Ebene des Bewusstseins erzeugt der Verstand aus den dunklen Wahrnehmungen (Perzeptionen) klare Bilder und Vorstellungen. In der oberen Ebene des Bewusstseins bewirkt die Reflexivität des Geistes ein Nachdenken über das, „was man ‚Ich‘ nennt, über notwendige und ewige Wahrheiten. Die Menschen als Subjekte denken an das Sein, an die Substanz, an das Einfache oder an das Zusammengesetzte, an das Immaterielle und an Gott selbst, in dem wir uns vorstellen, daß das, was in uns beschränkt ist, sich in ihm ohne Schranken findet.“ Die Monade des Individuums zeigt die ganze Welt aus der Perspektive des einzelnen Subjekts. Damit ist auch die Unendlichkeit des Kosmos in diesem individuellen, zeitlich limitierten Subjekt enthalten. Das Individuum ist Teil des Raum-Zeit-Kontinuums. Hierdurch kann das Subjekt sich selbst transzendieren und Gott als Grund des eigenen Selbstbewusstseins erfahren.
Im Gegensatz zu Descartes kommt Leibniz aufgrund seiner Monadenlehre ohne den Dualismus von Geist und Körper aus. Leibniz überwand so auch die geometrische Körpervorstellung der Substanz und konnte Teilbarkeit und Kontinuität erklären. Anders als bei den Empiristen ist das leibnizsche Subjekt mit von Natur aus gegebenen Fähigkeiten ausgestattet, die es bei der Verarbeitung der Perzeptionen aktiv einsetzt; es beruht auf einem „Prinzip der Individuation“. Diese gottgegebene monadische Struktur der Vernunft bewirkt beim Individuum eine Gleichschaltung seines Bewusstseins mit der Welt (Prästabilierte Harmonie). Diese grundsätzlich deterministische Lösung bietet keine Erklärung oder Begründung für die Freiheit des Subjektes.

### Hume
David Hume stand wie Locke in der Tradition des Empirismus. Aller Inhalt im Bewusstsein entsteht durch die sinnliche Wahrnehmung in Form von Eindrücken (impressions) und Vorstellungen (ideas), die durch die Einbildungskraft aus den Eindrücken geformt werden. Anders als Locke lehnte Hume es aber ab, von einer durch das Bewusstsein bestimmten Identität zu sprechen. Das Subjekt war für ihn kein Einzelding oder Substanz. Stattdessen entwarf er eine Bündeltheorie des Geistes, nach der „das, was wir Geist nennen, nichts ist als ein Haufen oder eine Sammlung verschiedener Perzeptionen [im Geist Erfasstes], die durch gewisse Relationen untereinander verbunden sind; und fälschlich wird angenommen, dem Geist komme vollkommene Einfachheit und Identität zu.“
Ähnlich wie später Kant hob Hume heraus, dass die Art und Weise der Verarbeitung der Sinneseindrücke keinen Rückschluss auf die äußere Wirklichkeit zulassen. Das Wissen über die Erkenntnisobjekte ist niemals subjektunabhängig. Naturgesetze lassen sich niemals beobachten. Regelmäßigkeiten der Natur schließt der Mensch aus der Gewohnheit seiner Wahrnehmungen. Der Unterschied zu Kant besteht in der Auffassung Humes, dass es keine Gewähr für die Konstanz in der Natur gibt. Dies bedeutet auch, dass der Begriff des Subjekts nicht aus der Erfahrung gewonnen werden kann. Die Konsequenz ist ein pragmatischer Skeptizismus Humes, nach dem der Mensch für die Bewältigung seiner Lebensaufgaben zwar von der Existenz der Erkenntnisobjekte und einem aus Leib und Geist bestehenden Selbst ausgehen muss, darüber aber keine endgültige Gewissheit hat.

### Kant
Mit seinem neuen Konzept einer Transzendentalphilosophie gelangte Immanuel Kant zu der Einsicht, dass objektive Erkenntnis nur möglich ist, wenn die Objekte durch das Erkenntnisvermögen des Subjekts konstituiert werden. Das Subjekt wird bei ihm zu einem abstrakten Gedanken, einem vor allen empirischen Erfahrungen liegenden transzendentalen Ich, das die oberste Voraussetzung aller Erkenntnis ist. Eine Erkenntnis ist nur möglich, wenn sie von dem „Ich denke“ begleitet wird. Im Gegensatz zu einem passiven Sensualismus ist bei Kant die Spontaneität des Verstandes aktiv und wirkt im Rahmen der a priori gegebenen reinen Anschauungsformen von Raum und Zeit sowie der Kategorien als reinen Verstandesbegriffen durch Synthese mit den empirischen Anschauungen unmittelbar auf die Erkenntnis. Auf diesem Wege schafft das Subjekt selbst das ihm verfügbare Weltbild.

„[…] die Bedingungen der Möglichkeit der Erfahrung überhaupt sind zugleich Bedingungen der Möglichkeit der Gegenstände der Erfahrung und haben darum objective Gültigkeit in einem synthetischen Urtheile a priori.“

Die Wirklichkeit und die Objekte der Erkenntnis sind dem Subjekt nur so zugänglich, wie es die subjektiven Voraussetzungen ermöglichen. Deshalb muss die Vorstellung seiner selbst im transzendentalen Subjekt ein Grenzbegriff bleiben. In der Reflexion auf sich selbst bleibt das „Ich denke“ abstrakt und vom empirischen „Ich bin“ unterschieden. Jede inhaltlich nähere Bestimmung würde in einen Zirkel oder einen unendlichen Regress führen (Münchhausen-Trilemma). Der Schritt zum empirischen Ich ist nur durch Anschauungen und damit den Wahrnehmungsapparat möglich. Das transzendentale Ich ist der Punkt, in dem alle Bewusstseinsvorgänge zur Einheit gelangen. In ihm sind Subjektivität und Objektivität miteinander vermittelt. Dieses rein gedankliche Ich ist der Ort des Selbstbewusstseins, das die Grundlage praktischen Handelns ist. „Das, Ich denke, drückt den Akt aus, mein Dasein zu bestimmen.“ Das „Ich denke“ ist ebenso wie das „Ich existiere“ eine „notwendige Konstitutionsbestimmung propositionaler Einstellungen“ und kein normaler erkenntnistheoretischer Gegenstand im Bewusstsein. Die Synthesis bei Kant ist ein ähnliches Konstrukt wie das Bündel an Erfahrungen bei Hume. Entsprechend ist das Subjekt bei Kant lediglich eine Vorstellung und hat nicht den Charakter einer Substanz wie bei den Rationalisten oder Locke (erster Paralogismus, B 402-404 und gegen Moses Mendelsohn B 412-415). Auch die Vorstellung der Identität ist schon eine Aussage über das Ich in der Zeit und damit empirisch (dritter Paralogismus, B 408-409 bzw. A 361-366). Entgegen Hume hat Kant aber die Idee eines Subjekts nicht verworfen, sondern als Grenzbegriff erhalten und damit zum Anker seiner Transzendentalphilosophie gemacht. Gerade der dritte Paralogismus wendet sich gegen die zeitliche Dimension eines dynamischen Ichs, wie es später im deutschen Idealismus bestimmt wurde. „Kant tritt im voraus dem entgegen, was später das Prinzip der nachkantischen Systeme werden sollte, und seine Kritik des cartesianischen Dogmatismus gilt genauso für Fichte, Hegel oder Feuerbach.“
Das Problem dieser Konzeption Kants ist, dass sie keine Brücke zum „empirischen Ich“, zum praktischen Handeln ermöglicht. Die erkenntnistheoretische Konstruktion begründet nicht die Freiheit zu handeln. Dies zeigte Kant selbst in den Antinomien der reinen Vernunft. Eine Kausalität im Sinne von Ursache und Wirkung würde das Handeln an die Naturgesetze binden, nach denen ein freier Wille nicht möglich erscheint. So blieb ihm nur übrig, für die praktische Vernunft eine Kausalität aus Freiheit zu postulieren. Die Freiheit kann zwar nicht bewiesen werden, ist aber ein Faktum der praktischen Vernunft. Auch wenn der Mensch als empirisches Subjekt den kausalen Gesetzen der Natur unterliegt, so ist er doch autonom und jederzeit für sein Handeln verantwortlich. Durch die Anerkennung der Sittlichkeit und anderer Personen wird der Mensch selbst zur Person. In der unbedingten Forderung zur Achtung des Anderen steckt bereits bei Kant der Ansatz zu einer Philosophie der Intersubjektivität.

„Die Idee des moralischen Gesetzes allein, mit der davon unzertrennlichen Achtung, kann man nicht füglich eine Anlage für die Persönlichkeit nennen; sie ist die Persönlichkeit selbst.“

Kant ging es in seiner theoretischen Philosophie vorrangig darum, die Grenzen der Erkenntnis zu bestimmen, und nicht um eine Untersuchung des empirischen Subjekts. Fragen zu den Bedingtheiten und Neigungen des Menschen, die er sehr wohl in Rechnung stellte, hat er in verschiedenen anderen Schriften sowie in einer Reihe von Vorlesungen über empirische Themen abgehandelt. Interpretationen, die im kantischen Subjektbegriff einen Ansatz zum Übersteigen des Unendlichen sehen wie z. B. Richard Kroner werden Kant nicht gerecht.

### Deutscher Idealismus
Man kann die Konzepte des Idealismus von Fichte und Hegel als Versuch interpretieren, die Subjekt-Objekt-Spaltung der Neuzeit zu überwinden, indem sie ein Absolutes setzen, in dem die Entgegensetzung von Subjekt und Objekt aufgehoben ist. Bei Fichte ist dies das absolute Ich, bei Hegel der absolute Geist.
Um den bei Kant noch vorhandenen Dualismus von transzendentalem Ich und Ding an sich zu überwinden, erklärte Johann Gottlieb Fichte das transzendentale Subjekt zum obersten Prinzip, das allem zugrunde liegt. Dieses absolute Ich ist Ausgangspunkt aller menschlichen Aktivitäten und setzt sich selbst in einer „Tathandlung“ ebenso wie das Nicht-Ich, das für alles steht, was nicht dem Ich zuzurechnen ist. Realität und Idealität sind bestimmt durch das absolute Subjekt. Das Subjekt ist Bedingung des eigenen Handelns und damit uneingeschränkt frei.

„Das Ich setzt sich selbst, und es ist, vermöge dieses blossen Setzens durch sich selbst; und umgekehrt: das Ich ist, und es setzt sein Seyn, vermöge seines blossen Seyns. –Es ist zugleich das Handelnde, und das Produkt der Handlung, das Thätige, und das, was durch die Thätigkeit hervorgebracht wird; Handlung und That sind Eins und ebendasselbe; und daher ist das: Ich bin, Ausdruck einer Thathandlung; aber auch der einzig-möglichen, wie sich aus der ganzen Wissenschaftslehre ergeben muss.“

Bei Hegel ist das Subjekt nicht mehr Fixpunkt der Philosophie, sondern ein Element seines Systems.

„Die lebendige Substanz ist ferner das Sein, welches in Wahrheit Subjekt, oder was dasselbe heißt, welches in Wahrheit wirklich ist, nur insofern sie die Bewegung des Sichselbstsetzens, oder die Vermittlung des Sichanderswerdens mit sich selbst ist.“

In der Vorrede der Phänomenologie des Geistes beschreibt Hegel Wahrheit, Substanz und Subjekt als etwas Identisches.

„Es kommt nach meiner Einsicht, welche sich nur durch die Darstellung des Systems selbst rechtfertigen muß, alles darauf an, das Wahre nicht als Substanz, sondern eben so sehr als Subjekt aufzufassen und auszudrücken.“

Aus erkenntnistheoretischer Perspektive entsteht Wahrheit, wenn der Erkenntnisgegenstand (Substanz) und erkennendes Subjekt zur Identität gelangen. Diese Gleichsetzung entspricht dem traditionellen Wahrheitsbegriff, nach dem Gegenstand und Gedanke übereinstimmen müssen (adaequatio rei in intellectu). Die Selbstbewegung des Denkens (Subjekt) und die Wirklichkeit (Substanz) sind im Geist vereint, so „daß das Sein Denken ist.“ Den Solipsismus der reinen Reflexion auf das Bewusstsein (Berkeley, Kant, Fichte) überwindet Hegel, indem er die Wirklichkeit als ständigen dialektischen Prozess der Interaktion betrachtet.
Der Gegenstand der Erkenntnis ist bei Hegel anders als bei Kant nicht außerhalb des Bewusstseins, sondern wird im Bewusstsein, d. h. als Begriff erzeugt. Indem das Subjekt sich auf das Objekt bezieht, bezieht es sich deshalb auch immer auf sich selbst. Auf diese Weise wird das Bewusstsein zum Selbstbewusstsein. Dieses realisiert sich in einem dialektischen Schritt aus der Vereinigung von Bewusstsein (= Begriff) und Gegenstand. Das bewusste oder auch wissende Subjekt tritt aus dem grammatikalischen Subjekt heraus.

„Indem der Begriff das eigene Selbst des Gegenstandes ist, das sich als sein Werden darstellt, ist es nicht ein ruhendes Subjekt, das unbewegt die Akzidenzien trägt, sondern der sich bewegende und seine Bestimmungen in sich aufnehmende Begriff.“

Subjekte sind für Hegel das „konkret Allgemeine“ in denen sich die Geschichte, die soziokulturellen Institutionen und das gesellschaftliche Wissen reflektieren. Freiheit kann das Subjekt deshalb nicht individuell, sondern nur in Bezug auf andere Subjekte verwirklichen. Dem individuellen Bewusstsein steht das Bewusstsein des anderen gegenüber, das es nicht als eigenes Produkt auffassen kann. Die Vermittlung zwischen dem eigenen und dem fremden Bewusstsein durch den dem Individuum übergeordneten objektiven Geist entsteht im wechselseitigen Kampf um Anerkennung, in dem sich Recht, Moralität und gesellschaftliche Sittlichkeit realisieren.
Das individuelle Subjekt wird zum Bestandteil des kollektiven Volksgeistes und dieser geht wiederum im dialektischen Prozess in den Weltgeist ein, der als mythisches Subjekt zur höchsten Instanz überhaupt erhoben wird.

„Diese formale Bestimmung ist wesentlich der Geist, welcher die Weltgeschichte zu seinem Schauplatz, Eigentum und Felde seiner Verwirklichung hat. Er ist nicht ein solcher, der sich in dem äußerlichen Spiel von Zufälligkeiten herumtriebe, sondern er ist vielmehr das absolut Bestimmende und schlechthin fest gegen alle Zufälligkeiten, die er zu seinem Gebrauch verwendet und beherrscht.“

Das Denken der notwendigen Intersubjektivität bei Hegel führt in die modernen Theorien des kommunikativen Handelns bei Apel und Habermas und in die Theorie der Anerkennung bei Honneth, in der Anerkennung zur Grundlage der Selbsterfahrung des Subjektes wird. Andererseits bleibt Hegels System auf die Ebene des Geistes beschränkt, was in der Folge zu sehr unterschiedlichen Fragestellungen bei seinen Nachfolgern führte.

### Herbart
Johann Friedrich Herbart vertrat in Opposition zum deutschen Idealismus, zu dem er auch Kant rechnete, eine realistische Position.

„Das Ich des Idealismus war gerade der erste Gegenstand meiner selbständigen Untersuchungen. Die Unmöglichkeit dieses Ich deren erstes Ergebnis. Völliges Aufgeben des gesamten Idealismus, als einer in jeder Gestalt unrichtigen Ansicht, war die unvermeidliche Folge. So entstand, auf rein theoretischem Wege, mein Realismus.“

In der nominalistischen Weltsicht des Idealismus gibt es nach Herbart keinen Bezugspunkt für das Ich zu einer objektiven Welt. Deshalb kann ein Ich kein Nicht-ich setzen. Hintergrund ist Herbarts Theorie der Erziehung. Aus seiner Sicht kann man das Subjekt nicht deduzieren, sondern nur finden. Der Idealismus ist solipsistisch und findet keinen Zugang zur Außenwelt. Herbart verzichtete auf apriorische Geltungsansprüche und forderte als Grundlage der Philosophie eine Begriffsanalyse. Ein Begriff wird definiert durch seine Merkmale. Während nominalistisch ein beliebiger Inhalt eines Begriffes gesetzt werden kann, bietet die Realität einen objektiven Maßstab, durch den die Inhalte des Begriffs unabhängig vom subjektiven Denken bestimmt sind. Entsprechend ist der Begriff des Ich bestimmt durch seine Merkmale in der Selbstvorstellung. Die Vorstellung des Ich wird nicht durch eine transzendentale Anschauung erzeugt, sondern durch eine unabhängige Außenwelt bewirkt.

„Allein unsere Vorstellungen selbst können wir uns von neuem vorstellen; wir können die Vorstellungen. die wir u n s zuschreiben, von den vorgestellten Dingen unterscheiden; wir sind uns mannigfaltiger Tätigkeiten, welche auf dieselben Bezug haben, bewußt, als des Denkens, Wollens, der Aufregung unserer Gefühle, Begierden, Leidenschaften, durch die teils gegebenen, teils auch nur wiedererweckten Vorstellungen. Indem nun unser Inneres zum Schauplatze wird für so mancherlei auf demselben vorgehende Veränderungen: haben wir von diesem Schauplatze wiederum eine Vorstellung, vermöge deren er nicht bloß die Form des Beisammenseins aller anderen Vorstellungen, sondern selbst ein realer Gegenstand ist; nämlich die Vorstellung I c h, mit welchem Worte das eigentümliche Selbstbewußtsein eines jeden sich ausspricht.“

Die in der Reflexion erzeugte Vorstellung eines Ich hat eine eigene Realität und ist bestimmt durch ein Bündel von Merkmalen, die nicht beliebig sind.
Unter Hinweis auf Kants Anthropologie entwickelte Herbart eine genetische Theorie der Entwicklung des Selbstbewusstseins, in der das kleine Kind zunächst seinen eigenen Leib erfasst und von sich erst in der dritten Person spricht, bevor es sich als Ich bezeichnet und im Verlauf seines Heranwachsens durch zunehmende Bildung eine immer stärker differenzierte Unterscheidung zwischen seinem Selbst und der Außenwelt entwickelt. Herbart betonte auch den Einfluss der Gesellschaft auf die Entwicklung der Vorstellung vom Selbst.
Ähnliche Ansätze finden sich bei Wilhelm von Humboldt, der die Vorstellung von der reinen Autonomie bei Kant kritisierte, oder bei Friedrich Schleiermacher, der die konkrete anstelle der abstrakten Individualität des Menschen in den Vordergrund stellte.

### Lotze
Der Mediziner und Philosoph Rudolf Hermann Lotze war einer der ersten, der die Philosophie mit der empirischen Psychologie und der Physiologie verband. Anders als Herbart neigte er eher dem Idealismus zu, ohne den Absolutheitsanspruch des deutschen Idealismus zu übernehmen. Lotze lehnte die Vorstellung von angeborenen Begriffen wie die Kategorien Kants ab. Er setzte sich auch kritisch mit Herbart auseinander und betonte, dass die Vorstellungen keine Abbilder seien. Empfindungen sind subjektive Reaktionen auf äußere Reize, die auch von der physiologischen Konstitution des Subjektes abhängen. Hierin stimmte er mit Kant überein, sah jedoch ein zeitliches Früher der Empfindungen, die erst durch das Denken verarbeitet werden.

„In einem anderen Sinn sind alle unsere Empfindungen nur subjektiv, d. h. nur Erscheinungen in unserem Bewußtsein, denen in der Außenwelt nichts entspricht. Schon das Altertum behauptete das, die neuere Physik malt es weiter aus: die Welt außer uns sei weder still noch laut, weder hell noch dunkel, sondern sei mit alledem so unvergleichbar, wie etwa Süßigkeit mit einer Linie. Nichts geschehe außer uns, als Bewegungen von verschiedenen Formen.“

Aus seinen psychologischen und physiologischen Untersuchungen kam Lotze zu dem Ergebnis, dass mit den Ergebnissen der Naturwissenschaften das Phänomen der Geistigkeit nicht zu fassen sei.

„Den Begriff des Ich pflegt man dahingehend zu definieren, daß es zugleich Subjekt und Objekt des Bewusstseins sei. Diese an sich richtige Definition paßt jedoch auf jedes Wesen, welches an diesem allgemeinen Charakter solcher Identität partizipiert; wenn wir aber von Selbstbewußtsein sprechen, meinen wir nicht bloß die allgemeine Form der Tätigkeit, welche Du und Er ebensogut besitzen, wie Ich, sondern wir meinen das Wissen, wodurch sich Ich von Du und Er unterscheidet. Es wäre nutzlos zu behaupten, Ich sei eben Subjekt und Objekt meines Wissens, Er dagegen Subjekt und Objekt des seinigen, so lange man nicht unmittelbare Klarheit über den Unterschied dessen, was mein ist, von demjenigen besäße, was nicht mein oder sein ist. Diesen Unterschied kann keine bloße theoretische Betrachtung lehren, für welche Ich und Du bloß zwei gleichwertige Beispiele eines solchen identischen Subjekt-Objektes sein würden.“

Grundsätzlich sind Geist als etwas Immaterielles und Körper als etwas Physisches voneinander getrennt. Den Geist betrachtete Lotze als eine Zusammensetzung aus „unräumlichen Atomen“ – ähnlich den Monaden bei Leibniz. Damit kann man Geist und Materie als zwei Seiten einer Wirklichkeit auffassen, die sich gegenseitig nicht ausschließen (Psychophysischer Parallelismus, methodischer Okkasionalismus).

„Mit der Voraussetzung haben wir die einzige Schwierigkeit beseitigt, die uns hindern konnte, jenem Gedanken eines inneren geistigen Lebens nachzuhängen, welches alle Materie durchdringe.“

Während die körperliche Außenwelt für jeden erfahrbar ist, ist die geistige Innenwelt nur dem Subjekt selbst zugänglich. Von der Seele des Anderen kann man nur durch Analogie Kenntnis haben. Die Unterscheidung, dass das Selbstbewusstsein die Sphäre ist, die sich vom Nicht-Ich der übrigen Welt unterscheidet, sagt noch nichts über den Sinn oder die Bedeutung des Subjekts. Die Identität von Subjekt und Objekt, die dadurch gegeben ist, dass Denkendes und Gedachtes zusammenfallen, besagt nichts darüber, was das „mein“ gegenüber dem „dein“ abgrenzt. Das Ich ist für Lotze ein „mehr oder weniger dunkler Punkt“, in dem das Selbstbewusstsein das „unvollständig Erkannte“ bleibt, weil ihm unterschiedliche Qualitäten zukommen. Die Unschärfe ergibt sich allein daraus, dass man als Subjekt den Träger des Selbst ebenso bezeichnet wie das Subjekt als Gegenstand der Betrachtung und schließlich das Subjekt als das sich selbst betrachtende, reflexive Selbst. Das Subjekt wird also durch die Bedingungen der Selbstbetrachtung mit bestimmt. Maßgeblich für Lotzes Vorstellung vom Subjekt und auch für seine weiteren philosophischen Konzepte ist, dass sowohl das Empfinden aufgrund von Wahrnehmung als auch das Denken von Gefühlen der Lust und der Unlust begleitet sind. Diese Gefühle sind es, die in einem stufenweisen Prozess zur sinnlichen, ästhetischen und sittlichen Ausbildung des Selbstbewusstseins führen.

„Was auch die Natur der Seele sein mag, und welches Motiv in dieser auch für die Existenz eines Selbstbewusstseins liegen mag, dies Bewusstsein wird, wie früher auch das sinnliche Gefühl, so überhaupt nur durch Gefühl vermittelt.“

### Schopenhauer
Arthur Schopenhauer vertrat einen Idealismus, der auf kritische Distanz zu den Positionen Fichtes und Hegels ging und in mancher Hinsicht an Kant anknüpfte. So sind bei ihm Raum und Zeit wie in der transzendentalen Ästhetik in der Kritik der einen Vernunft reine Anschauungsformen a priori. Anstelle der Kategorien setzte Schopenhauer jedoch alleine die Kausalität.

„In der nunmehr dargestellten Klasse der Objekte für das Subjekt tritt der Satz vom zureichenden Grunde auf als Gesetz der Kausalität, und ich nenne ihn als solchen den Satz vom zureichenden Grunde es Werdens, principium rationis ufficientis fiendi. Alle in der Gesamtvorstellung, welche den Komplex erfahrungsmäßiger Realität ausmacht, sich darstellenden Objekte sind, hinsichtlich des Ein- und Austritts ihrer Zustände, mithin in der Richtung des Laufes der Zeit, durch in mit einander verknüpft.“

Ähnlich wie Objekte untereinander in der Natur durch die Kausalität aneinander gebunden sind, erfolgt ihre Konstitution im Verstand ebenfalls durch die Kausalität.

„Die Sinne liefern nämlich nichts weiter als den rohen Stoff, welchen allererst der Verstand, mittelst der angegebenen einfachen Formen Raum, Zeit und Kausalität, in die objektive Auffassung einer gesetzmäßig geregelten Körperwelt umarbeitet.“

„Die Welt ist meine Vorstellung“ bedeutet, dass es kein Beobachtetes ohne Beobachter, kein Objekt ohne Subjekt gibt. Das solipsistische Problem des transzendentalen Idealismus, der keinen Zugang zur Praxis, zum Handeln eröffnet, wollte Schopenhauer durch die Willensmetaphysik lösen: „das innerste Wesen der Welt“ ist der Wille. Bei Schopenhauer tritt der Wille an die Stelle des Dings an sich bei Kant. Wille (Subjekt) und Vorstellung (Objekt) sind dabei keine getrennten Vorgänge, sondern zwei Aspekte eines einzelnen identischen Vorgangs.

„Der Willensakt und die Aktion des Leibes sind nicht zwei objektiv erkannte verschiedene Zustände, die das Band der Kausalität verknüpft, stehen nicht im Verhältnis von Ursache und Wirkung, sondern sind Eines und das Selbe, nur auf zwei gänzlich verschiedene Weisen gegeben. Die Aktion des Leibes ist nichts Anderes als der objektivierte, d.h. in die Anschauung getretene Akt des Willens.“

Für Schopenhauer ist die Leib-Wille-Identität bereits in den Empfindungen wie Lust und Schmerz gegeben. Diese Identität ist weder begrifflich noch anschaulich zu fassen. Der Zugang zur Welt ist damit eine intuitive Erkenntnis und „die einzige Pforte zur Wahrheit“. Objekt und Subjekt sind „unzertrennlich verknüpft als notwendige Teile eines Ganzen“. Nach Schopenhauer kann das erkennende Subjekt sich selbst nicht erkennen, sondern bloß als Wollendes erfahren. Es gibt kein „Erkennen des Erkennens.“ Die Leib-Wille-Identität bedeutet, dass der Mensch sich im Selbstbewusstsein sowohl mittelbar als äußere Erscheinung Objekt ist, als auch unmittelbar von innen im eigenen Wünschen und Wollen als Subjekt gegeben ist.
Um zum Absoluten vorzudringen, muss der Mensch sich von den Bedingtheiten seines Willens befreien und zum reinen Subjekt werden. Der Weg dahin liegt in der Kunst und in der Kontemplation, die einen „Zustand der reinen Objektivität der Anschauung“ ermöglicht.

### Feuerbach
Ludwig Feuerbach, ursprünglich Linkshegelianer, löste sich vom klassischen Idealismus. Er entwickelte eine systematische Kritik des herkömmlichen Subjektbegriffs der traditionellen Philosophie und kam zu einer anthropologisch ausgerichteten neuen Konzeption der Philosophie. Hegel, dem Rationalismus, aber auch dem Pantheismus hielt er vor, dass sie das Denken auf unzulässige Weise vom Subjekt abgespalten hätten, indem sie Selbstbewusstsein, Verstand und Vernunft zu einer absoluten Instanz gemacht hätten. Der Mensch wird zum rein denkenden Wesen, während der Leib in dieser Sicht nur ein unwirkliches Dasein hat. Denken als Denken des absoluten Geistes bleibt in sich selbst verhaftet. Mit einer solchen Entäußerung kann man die konkrete Wirklichkeit und damit das Wesen des Menschen nicht fassen.

„Die Philosophie, welche das Endliche aus dem Unendlichen, das Bestimmte aus dem Unbestimmten ableitet, bringt es nie zu einer wahren Position des Endlichen und Bestimmten.“

Materialismus und Empirismus haben hingegen den Vorzug, dass sie das wirklich Existierende zum Kern ihrer Betrachtungen machen. Der Realismus der modernen Wissenschaften ist ein Ausdruck der neuen Zeiten. Allerdings kann auch diese Perspektive, in der der Mensch aus den Augen eines Anatomen oder Chemikers betrachtet wird, nicht zum Wesen des Menschen vordringen. Der Materialismus ist zwar die Grundlage des Gebäudes des menschlichen Wissens, aber nicht das Gebäude selbst. Der Materialismus kann den Geist nicht leugnen, ohne sich selbst zu leugnen. Deshalb ist der einzig sinnvolle Weg, auf den Menschen zurückzugehen.

„Kant hat Recht, das Subjekt muß dem Objekt in der Untersuchung vorausgehen. Aber das Subjekt ändert sich mit der Zeit. Wir sind nicht mehr mathematische, a priori'sche, wir sind empirische, a posteriori'sche Menschen und Subjekte. Das ist der Unterschied zwischen dem Kantschen, dem 18., und dem 19. Jahrhundert.“

Das wirkliche Sein ist nicht der Gedanke oder der Begriff wie bei Hegel, sondern die sinnlich wahrgenommene Wirklichkeit. Vor dem Denken stehen die Empfindungen, so dass Sinnlichkeit eine Eigenbedeutung hat, die dem Denken vorausgeht. Das Denken ist immer Abstraktion, das Sein ist immer das Konkrete. Die ursprüngliche Welterfahrung des Menschen darf von der Philosophie nicht ausgeblendet werden, indem diese in der Sprache verhaftet bleibt. Das Einzelne, der seiende Mensch wird nur durch Gefühle und Empfindungen erfasst. Das Sein ist dem Menschen unmittelbar bewusst, ohne dass er es schon reflektiert. Weil der Mensch in der Welt seiner Erkenntnis lebt, ist er im Erkenntnisakt bereits vorausgesetzt. Erkenntnis ist damit notwendig subjektiv und kann keinen Anspruch auf Wahrheit erheben. Wahrheit entsteht erst in der Gemeinschaft mit anderen Menschen. Als Subjekt ist der Mensch auf den Bezug zur Natur und zum Mitmenschen angewiesen.

„Die neue, die allein positive Philosophie […] hat kein Schibolet, keine besondere Sprache, keinen besonderen Namen, kein besonderes Prinzip – sie ist der denkende Mensch selbst – der Mensch, der ist und sich weiß als das selbstbewußte Wesen der Natur, als das Wesen der Geschichte, als das Wesen der Staaten, als das Wesen der Religion – der Mensch, der ist und sich weiß als die wirkliche (nicht imaginäre) absolute Identität aller Gegensätze und Widersprüche, aller aktiven und passiven, geistigen und sinnlichen, politischen und sozialen Qualitäten.“

### Stirner
Als Junghegelianer kritisierte Max Stirner in Der Einzige und sein Eigentum den Systemgedanken Hegels.

„Hegel verurteilt das Eigene, das Meinige, die ‚Meinung‘. Das ‚absolute Denken‘ ist dasjenige Denken, welches vergißt, daß es Mein Denken ist, daß Ich denke und daß es nur durch Mich ist.“

Für Stirner ist das individuelle Subjekt einzigartig und darf in keiner Hinsicht einer Totalisierung unterworfen werden. In gleicher Weise wehrte er sich auch gegen eine Vereinnahmung des Subjekts durch die Religion.

„Warum brandmarkt man Mich, wenn Ich ein ‚Gottesleugner‘ bin? Weil man das Geschöpf über den Schöpfer setzt […] und ein herrschendes Objekt braucht. Ich soll unter das Absolute Mich beugen. Ich soll es.“

Stirner geht es darum, dass der Mensch endlich ist und den Zufälligkeiten der Natur nicht entgehen kann. Gegen Hegel ist auch die Kritik an der Autorität des Staates und an gesellschaftlichen Zwängen gerichtet, die Stirner als „Dressur“ bezeichnete. Hierdurch wird nur individuelle Entscheidungsfreiheit und persönliche Verantwortung eingeschränkt.

„Da dem Staate, wie nicht anders möglich, lediglich um sich zu tun ist, so sorgt er nicht für Meine Bedürfnisse, sondern sorgt nur, wie er Mich umbringe, d.h. ein andres Ich aus Mir mache, einen guten Bürger.“

### Kierkegaard
Wie Stirner stellte auch Søren Kierkegaard das konkrete Individuum in den Mittelpunkt seines Denkens. Anders als Hegel wollte er nicht untersuchen „was es heißt, Mensch überhaupt zu sein, zu so etwas kriegt man wohl sogar die Spekulanten mit, sondern was es heißt, daß du und ich und er, wir alle, jeder für sich, Menschen sind“. Der spekulativen Systemphilosophie Hegels hielt er vor, dass sie durch Abstraktion den einzelnen Menschen in seiner Existenz aus dem Blick verloren hat. „Die systematische Idee ist das Subjekt-Objekt, ist die Einheit von Denken und Sein ist; Existenz dagegen ist gerade die Trennung“. „Der philosophische Satz von der Identität von Denken und Sein ist gerade das Entgegengesetzte von dem, was er zu sein scheint; er ist der Ausdruck dafür, dass das Denken ganz und gar die Existenz verlassen hat, daß es ausgewandert ist und einen sechsten Erdteil gefunden hat, wo es sich absolut selbst genug ist in der absoluten Identität von Denken und Sein“.
Kierkegaard betrachtet das Selbstverhältnis aus den Widersprüchen der menschlichen Existenz, die für ihn nicht aufhebbar ist. Das Selbstbewusstsein ist kein vom Menschen abgetrenntes, gesondert Analysierbares. Es ist ein Akt des sich-zu-sich-selbst-Verhaltens. Der Mensch ist Teil des unendlichen Weltprozesses und zugleich endlich in seiner Existenz.

„Der Mensch ist Geist. Was ist aber Geist? Geist ist das Selbst. Was ist aber das Selbst? Das Selbst ist ein Verhältnis, das sich zu sich selbst verhält. Der Mensch ist eine Synthesis aus Unendlichkeit und Endlichkeit, von dem Zeitlichen und dem Ewigen, von Freiheit und Notwendigkeit, kurz eine Synthesis.“

Eine seiner wichtigen Grundannahmen ist, dass es keine objektive Wahrheit gibt. Eine Philosophie im System muss einen Anfang setzen. Jedes von der Wissenschaft objektiv erzeugte Wissen kann nur approximativ sein, weil die Welt unendlich ist, wohingegen der existierende Mensch nur endlich ist.

„Alles wesentliche Erkennen betrifft die Existenz, oder: nur das Erkennen, dessen Beziehung zur Existenz wesentlich ist, ist wesentliches Erkennen. Das Erkennen, das nicht nach innen gewandt in der Reflexion der Innerlichkeit die Existenz betrifft, ist wesentlich betrachtet zufälliges Erkennen, sein Grad und Umfang wesentlich betrachtet gleichgültig.“

Kierkegaards Kritik an Hegel gilt der dialektischen Aufhebung der Widersprüche der Existenz im Denken. Aufhebung bedeutet Abstraktion im Denken, die vor allem auch von der Existenz abstrahiert. Die Existenz ist aber das, was Philosophie eigentlich erklären soll. „Es ist die Aufgabe des subjektiven Denkers, sich selbst in Existenz zu verstehen.“ Denken ist Möglichkeit, die in der stets werdenden Existenz zur Wirklichkeit wird.

„Die Wissenschaft ordnet die Momente der Subjektivität ein in ein Wissen um sie, und dieses Wissen ist das Höchste, und alles Wissen ist eine Aufhebung, ein Herausnehmen aus der Existenz. In der Existenz gilt dies nicht. Verachtet das Denken die Phantasie, so verachtet die Phantasie dann ihrerseits das Denken, und ebenso ist's mit dem Gefühl. Die Aufgabe besteht nicht darin, das eine auf Kosten des anderen aufzuheben, sondern die Aufgabe ist die Gleichgestelltheit, die Gleichzeitigkeit, und das Medium worin sie geeint werden, ist das Existieren.“

Kierkegaard entwickelte eine Drei Stufen-Theorie, in denen sich die menschliche Existenz befinden kann. Diese Stufen sind die ästhetische (wahrnehmende), die ethische und die religiöse Weise der Welt zu begegnen.
Im ästhetischen Stadium begegnet der Mensch dem Leben nur in der inneren Reflexion. Der ästhetische Mensch lebt immer im Moment, beherrscht die Kunst des Genießens und der Entfaltung seiner Talente, lebt immer in einer gewissen Relativität und ist insofern nur in einer gewissen Begrenzung wissend. Er ist indifferent und handelt unmittelbar nach seinem sinnlichen Empfinden, nach bestehenden Traditionen und Konventionen. Diese sind allerdings in der modernen Zeit bedroht, so dass dem Menschen Zweifel kommen und er sich seine eigene Orientierung schaffen muss.

„Unsre Zeit hat alle substantiellen Bestimmungen von Familie, Staat, Sippe verloren; sie muß das einzelne Individuum ganz sich selbst überlassen, dergestalt, daß dieses im strengeren Sinne sein eigener Schöpfer wird.“

Wem es nicht gelingt, sein Leben nach seinen Wünschen zu gestalten, wer erkennt, dass äußere Dinge keinen Sinn vermitteln, der wird mit der negativen Seite des ästhetischen Lebens konfrontiert. Er gerät in Verzweiflung und in Schwermut.
Ethisches Leben führt zur Autonomie, wenn man im Bewusstsein seiner selbst bereit ist, Verantwortung zu übernehmen. Die Reflexion greift über sich selbst hinaus. Ethisches Leben ist ein Leben in bewussten Entscheidungen, ein Leben im Entweder – Oder. Wahlhandlungen sind existenziell und finden nicht im reinen Denken statt. Der Philosoph, der wie Hegel im Denken die Gegensätze aufhebt, hat keine Antwort auf ethische Entscheidungsfragen. Die erste grundlegende Wahl des Menschen ist nicht eine Entscheidung für das Gute, sondern eine Entscheidung, durch die man ein ethisches Leben überhaupt leben will oder es ausschließt. Der Mensch wählt sich selbst und erreicht so eine Wahrheit, die dem eigenen Wohl im Sinne eines wohlverstandenen Eigeninteresses entspricht.

„Das Individuum wird sich also seiner selbst bewußt als dies bestimmte Individuum, mit diesen bestimmten Fähigkeiten, diesen Neigungen, diesen Trieben, diesen Leidenschaften, als beeinflußt von dieser bestimmten Umgebung, als dies bestimmte Produkt einer bestimmten Umwelt. Indem der Mensch aber solchermaßen sich seiner bewußt wird, übernimmt er alles unter seine Verantwortung.“

Gott kann der Mensch nur im Glauben erfahren. Dann muss er sich annehmen als von Gott geschaffene Existenz. Versucht der Mensch Gott mit dem Verstand zu erfassen, muss er scheitern.

„Das Selbst ist die bewußte Synthese von Unendlichkeit und Endlichkeit, die sich zu sich selbst verhält, deren Aufgabe es ist, sich selbst zu werden, was nur durch das Verhältnis zu Gott vollbringen läßt.“

### Marx und Engels
Karl Marx und Friedrich Engels übernahmen von Feuerbach die Hinwendung zum Empirischen.

„Die Voraussetzungen, mit denen wir beginnen, sind keine willkürlichen, keine Dogmen, es sind wirkliche Voraussetzungen, von denen man nur in der Einbildung abstrahieren kann. Es sind die wirklichen Individuen, ihre Aktion und ihre materiellen Lebensbedingungen, sowohl die vorgefundenen wie durch ihre eigne Aktion erzeugten. Diese Voraussetzungen sind also auf rein empirischem Wege konstatierbar.“

Feuerbach war ihnen aber nicht radikal genug. In den Thesen über Feuerbach forderten sie, als empirische menschliche Praxis die Gesellschaft zum Gegenstand zu machen.

„Die Einheit d. Menschen mit d. Menschen, die auf dem realen Unterschied der Menschen begründet ist, der Begriff der Menschengattung aus dem Himmel der Abstraktion auf die wirkliche Erde herabgezogen, was ist er anders als der Begriff der Gesellschaft?“

Vor allem fehlt aus Sicht von Marx und Engels bei Feuerbach die Berücksichtigung des geschichtlichen Prozesses der Veränderungen gesellschaftlicher Verhältnisse (Historischer Materialismus), in denen nicht nur der Einzelne, sondern auch der Mensch als Gattungswesen zum Subjekt wird. Marx sah die Trennung von Subjekt und Objekt bereits in den ersten Tauschhandlungen begründet. Es war nach seiner Auffassung Epikur, der mit der Formulierung des Begriffs der Erscheinung eine gedankliche Gegenüberstellung des Ich mit einer objektiven Welt in die Diskussion brachte.
Im Ursprung war es der Arbeiter, der als Subjekt eine Sache (Ware), das Objekt, durch Arbeit erzeugte. Durch die kapitalistischen Produktionsverhältnisse entsteht eine Verkehrung von Subjekt und Objekt. Es entsteht eine Entfremdung, in der der Arbeiter nicht mehr den Gegenstand, den er produziert, besitzt und selbst zum Objekt des Produktionsprozesses wird, indem er als Produktionsmittel betrachtet wird. Es kommt zur „Verdinglichung der gesellschaftlichen Produktionsbestimmungen und zur Versubjektivierung der materiellen Grundlagen der Produktion.“ Subjekt in dieser Verkehrung wird zum einen der produzierte Gegenstand und zum anderen das Kapital.
In einem weiteren Schritt wird bei Marx aus dem Produktionsgegenstand als Subjekt der Wert zum automatischen Subjekt, der das in der Gesellschaft waltende Prinzip ist.

„In der Tat wird der Wert hier das Subjekt eines Prozesses, worin er unter dem beständigen Wechsel der Formen von Geld und Ware seine Größe selbst verändert, sich als Mehrwert von sich selbst als ursprünglichem Wert abstößt, sich selbst verwertet. Denn die Bewegung, worin er Mehrwert zusetzt, ist seine eigene Bewegung, seine Verwertung also Selbstverwertung.“

### Nietzsche
Eine fundamentale Kritik am neuzeitlichen Subjektbegriff formulierte Friedrich Nietzsche. Er bezeichnete Descartes Idee eines Ich als „Fabel“. Diese ist darin begründet, dass Descartes in dem grammatischen Satz „Ich denke“ bereits das Ich als existierend voraussetzt und damit einen Zirkel erzeugt.

„Zuletzt ist schon mit diesem ‚es denkt‘ zu viel gethan: schon dies ‚es‘ enthält eine Auslegung des Vorgangs und gehört nicht zum Vorgange selbst. Man schliesst hier nach der grammatischen Gewohnheit ‚Denken ist eine Tätigkeit, zu jeder Thätigkeit gehört Einer, der thätig ist, folglich - ‘.“

„Ehemals nämlich glaubte man an ‚die Seele‘, wie man an die Grammatik und das grammatische Subjekt glaubte: man sagte, ‚Ich‘ ist Bedingung, ‚denke‘ ist Prädikat und bedingt – Denken ist eine Tätigkeit, zu der ein Subjekt als Ursache gedacht werden muss. Nun versuchte man, mit einer bewunderungswürdigen Zähigkeit und List, ob man nicht aus diesem Netze heraus könne, - ob nicht vielleicht das Umgekehrte wahr sei: ‚denke‘ Bedingung, ‚Ich‘ bedingt; ‚Ich‘ also erst eine Synthese, welche durch das Denken selbst gemacht wird“

Etwas milder ist Nietzsches Einschätzung der theoretischen Philosophie Kants.

„Kant wollte im Grunde beweisen, dass vom Subjekt aus das Subjekt nicht bewiesen werden könne, - das Objekt auch nicht: die Möglichkeit einer Scheinexistenz des Subjekts, also ‚der Seele‘, mag ihm nicht immer fremd gewesen sein, jener Gedanke, welcher als Vedanta-Philosophie schon einmal und in ungeheurer Macht auf Erden dagewesen ist.“

Im Gegensatz zur Bewertung Kants sah Nietzsche in der Philosophie Hegels, in der der Weltgeist eine gottgleiche unhintergehbare Instanz ist, eine Konstruktion, die keinen Ausweg aus dem Zimmer des reinen Gedankens ermöglicht.

„Man hat diese Hegelisch verstandene Geschichte mit Hohn das Wandeln Gottes auf der Erde genannt, welcher Gott aber seinerseits erst durch die Geschichte gemacht wird. Dieser Gott aber wurde sich selbst innerhalb der Hegelschen Hirnschalen durchsichtig und verständlich und ist bereits alle dialektisch möglichen Stufen seines Werdens, bis zu jener Selbstoffenbarung, emporgestiegen; so daß für Hegel der Höhepunkt und der Endpunkt des Weltprozesses in seiner eigenen Berliner Existenz zusammenfielen.“

Nietzsche verwarf die Rede vom Subjekt als einen Schein, der aufgerichtet wurde, um die Idee der Freiheit zu verteidigen. Nietzsche selbst vertrat einen uneingeschränkten Determinismus.

„Das Subjekt (oder, dass wir populärer reden, die Seele) ist vielleicht deshalb bis jetzt auf Erden der beste Glaubenssatz gewesen, weil er der Überzahl der Sterblichen, den Schwachen und Niedergedrückten jeder Art, jene sublime Selbstbetrügerei ermöglichte, die Schwäche selbst als Freiheit, ihr So- und So-sein als Verdienst auszulegen“

„Nur durch das Vergessen jener primitiven Metapherwelt, nur durch das Hart- und Starr-Werden einer ursprünglich in hitziger Flüssigkeit aus dem Urvermögen menschlicher Phantasie hervorströmenden Bildermasse, nur durch den unbesiegbaren Glauben, diese Sonne, dieses Fenster, dieser Tisch sei eine Wahrheit an sich, kurz nur dadurch, dass der Mensch sich als Subjekt und zwar als künstlerisch schaffendes Subjekt vergisst, lebt er mit einiger Ruhe, Sicherheit und Consequenz; wenn er einen Augenblick nur aus den Gefängnisswänden dieses Glaubens heraus könnte, so wäre es sofort mit seinem ‚Selbstbewusstsein‘ vorbei.“

Hegels Vorstellung, dass die Sittlichkeit im Staat die Grundlage für die individuelle Freiheit schafft, wies Nietzsche ähnlich wie Stirner zurück und bewertete gesellschaftliche Normen als Zähmung und Unterwerfung des Subjekts.

„Der Mensch wurde mit Hülfe der Sittlichkeit der Sitte und der sozialen Zwangsjacke wirklich berechenbar gemacht.“

Entsprechend folgte Nietzsche auch Kant nicht im Setzen der praktischen Vernunft und der daraus folgenden Pflicht gegen sich selbst, moralisch zu handeln. Moral ist für ihn ausschließlich gesellschaftliche Praxis. Sie ist aus der Ausbalancierung von Macht entstanden und zur reinen Gewohnheit geworden.

„Der Moralität geht der Zwang voraus, ja sie selber ist noch eine Zeit lang Zwang, dem man sich, zur Vermeidung der Unlust, fügt. Später wird sie Sitte, noch später freier Gehorsam, endlich beinahe Instinct: dann ist sie wie alles lang Gewöhnte und Natürliche mit Lust verknüpft – und heisst nun Tugend.“

### Peirce
Der pragmatischen Handlungstheorie von Charles Sanders Peirce liegt ein dreistelliger, dynamischer semiotischer Prozess zugrunde. Mit dieser Konzeption wandte Peirce sich sowohl gegen die Abbildtheorie des Empirismus bei Hume als auch gegen die Annahme apriorischer Bewusstseinsstrukturen im Rationalismus und bei Kant. Anstatt der dualen Beziehung von Subjekt und Objekt vollzieht sich die Beziehung zum Objekt in einer Relation zu einem Zeichen und einem Interpretanten. Peirce lehnte die psychologische Analyse des Subjekts, die bei der Betrachtung von Intentionalität oder einer Introspektion notwendig wird, ab und ersetzte sie durch das Konzept eines dynamischen semiotischen Prozesses mit einer unendlichen Zeichenkette, die sich in einem kontinuierlichen Fluss entwickelt.

“A sign stands for something to the idea which it produces, or modifies. Or, it is a vehicle conveying into the mind something from without. That for which it stands is called its object; that which it conveys, its meaning; and the idea to which it gives rise, its interpretant. […] Finally, the interpretant is nothing but another representation to which the torch of truth is handed along; and as representation, it has its interpretant again. Lo, another infinite series.”

„Ein Zeichen steht für etwas in der Vorstellung, die es erzeugt oder verändert. Oder es ist ein Vehikel, mit dem etwas von außen in das Bewusstsein transportiert wird. Das, wofür es steht, nennt man Objekt; das Transportierte seine Bedeutung; und die Vorstellung, die es transportiert, seinen Interpretanten. […] Am Ende ist der Interpretant nichts als eine Repräsentation, an die das Licht der Wahrheit übergeben wird, und als Repräsentation hat er wieder einen Interpretanten. Mithin eine erneute unendliche Reihe.“

Aus einem unmittelbaren völlig undifferenzierten Gefühl (Möglichkeit = Erstheit) erwächst das Bewusstsein des Anderen, eines Gegenüber, der Realität (Wirklichkeit = Zweitheit). In dieser Zweitheit stehen Subjekt und Objekt noch ohne einen Bezug aufeinander. Erst das Zeichen als Repräsentation erzeugt eine Beziehung zwischen Objekt und Subjekt als Interpretantem (Notwendigkeit = Drittheit). Peirce hält „den Unterschied zwischen dem Erkenntnisobjekt und -subjekt fest, indem er beide Pole durch ihr Repräsentiert-Sein verbindet“.
Bei Peirce ist es nicht das Subjekt, das die Gestalt des Objekts bestimmt, sondern es besteht eine Abhängigkeit des Zeichens vom Objekt, die sich wiederum in einem Einwirken des Zeichens auf das Subjekt niederschlägt. Der gesamte Prozess des Wahrnehmens und Denkens ist als eine Abfolge aufeinander einwirkender Zeichen zu verstehen.

“I use the word “Sign” in the widest sense for any medium for the communication or extension of a Form (or feature). Being medium, it is determined by something, called its Object, and determines something, called its Interpretant or Interpretand”

„Ich verwende das Wort Zeichen im weitesten Sinn für jedes Medium der Kommunikation oder Ausprägung einer Form (eines Merkmals). Als Medium ist es bestimmt durch etwas, das Objekt heißt, und bestimmt seinerseits etwas, das Interpretant oder Interpretierendes heißt.“

Auch die Vorstellung einer Person ist bei Peirce Ergebnis eines dynamischen Zeichenprozesses. Persönlichkeit ist eine Idee, die aufgrund ihrer unendlichen Möglichkeiten in einer endlichen Zeitspanne nicht vollständig beschreibbar ist. Sie entsteht durch die Koordination und Verknüpfung von Vorstellungen.

“This personality, like any general ideas, is not a thing to be apprehended in an instant. It has to be lived in time; nor can any finite time embrace it in all its fullness.”

„Diese Persönlichkeit, wie jede allgemeine Vorstellung, ist kein unmittelbar fassbarer Gegenstand. Sie muss in der Zeit gelebt werden; und keine endliche Zeit kann sie in all ihrer Fülle erfassen.“

Zur Persönlichkeit gehört, dass der Organismus in der Lage ist, die Zukunft zu gestalten.

“This reference to the future is an essential element of the personality. Were the ends of a person already explicit, there would be no room for development, for growth, for life; and consequently there would be no personality. The mere carrying out of predetermined purposes is mechanical.”

„Dieser Bezug zur Zukunft ist ein wesentliches Element von Persönlichkeit. Würden die endgültigen Zwecke einer Person bereits offen liegen, gäbe es keinen Raum für Entwicklung, für Wachstum, für Leben; und in Konsequenz gäbe es keine Persönlichkeit. Das reine Ausführen vorbestimmter Zwecke ist mechanisch.“

Bewusstsein ist eine Ansammlung von Repräsentationen. Als Zeichen werden diese selbst in der Zeichenkette zum Gegenstand der interpretiert wird. In dieser Reflexion entsteht Selbstbewusstsein als Erkennen eines privaten Selbst (CP 5.255, 5.266). Die erneute Reflexion auf das Selbstbewusstsein führt zur Selbstkontrolle, die Selbstüberprüfung und Selbstkorrektur beinhaltet und Einfluss auf die Handlungsbereitschaft nimmt.

“The power of self-control is certainly not a power over what one is doing at the very instant the operation of self-control is commenced. It consist (to mention only the leading constituents) first, in comparing one’s past deeds with standards, second, in rational deliberation concenrning how one will act in future, in itself a highly complicated operation, third, in the formation of a resolve, fourth, in the creation, on the basis of the resolve, of a strong determination, or modification of habit.”

„Der Einfluss der Selbstkontrolle ist sicherlich kein Einfluss auf Handlungen ganz am Anfang des Vorgangs der Selbstkontrolle. Sie besteht (um nur die führenden Merkmale zu nennen) zuerst im Vergleich vergangener Handlungen mit Standards, zum Zweiten in vernünftiger Überlegung über künftige Handlungsabsichten, was in sich ein hochkomplizierter Vorgang ist, zum Dritten in der Bildung eines Entschlusses, viertens auf der Grundlage des Entschlusses in einer Entwicklung einer starken Festlegung oder Veränderung einer Gewohnheit.“

Die Autonomie des Subjekts und damit die Fähigkeit zum ästhetischen Werten, zum ethischen Handeln und zum logischen Schlussfolgern beruht auf der Fähigkeit zur Selbstkontrolle.

“If the self can only realize itself through its commitments to ideals and if the commitment to ever higher ideals necessarily requires ever greater surrenders of the self, then the true self can emerge only when the futile ego dissolves. The self-centered self is an anarchical force: Such a self rests upon the most complete surrender of egoism.”

„Wenn das Selbst sich nur durch die Anwendung von Idealen verwirklichen kann und wenn die Anerkennung jeweils höherer Ideale notwendig eine größere Aufgabe des Selbst erfordert, dann kann das wahre Selbst nur hervortreten, wenn sich das nutzlose ego auflöst. Das selbst-zentrierte Selbst ist eine anarchische Kraft: Solch ein Selbst beruht auf einer höchst vollständigen Aufgabe des Egoismus.“

In der Interpretation von Karl-Otto Apel und Jürgen Habermas hat Peirce das transzendentale Subjekt bei Kant durch die Kommunikationsgemeinschaft ersetzt. Dies wird in der jüngeren Peirce-Interpretation nicht geteilt, weil im semiotischen Prozess bei Peirce das Subjekt in einer eigenständigen Beziehung zur Gemeinschaft steht, wenn auch nicht von dieser unabhängig ist. Die Gemeinschaft ist für Peirce eine Person, die lose aus Individuen zusammengefasst auf einer höheren Ebene existiert. (CP 5.421)

### Mach
Ernst Mach kritisierte als Naturwissenschaftler die grundsätzliche Vorstellung von der Einheit der Dinge. Die Welt besteht nicht aus Dingen, sondern aus verschiedenen Grundelementen, die im Bewusstsein zu Empfindungskomplexen zusammengesetzt werden. Empfindungen entstehen aus Sinnesdaten und sind nicht weiter reduzierbar. Das Psychische (Vorstellungen) und das Physische (Wahrnehmungen) sind nur zwei verschiedene Aspekte einer einheitlichen Wirklichkeit (Neutraler Monismus). Die Empfindungskomplexe sind nur relativ stabil und unterliegen im Verlaufe der Zeit Veränderungen.

„Die Empfindungen sind auch keine ,Symbole der Dinge’. Vielmehr ist das ,Ding’ ein Gedankensymbol für einen Empfindungscomplex von relativer Stabilität. Nicht die Dinge (Körper), sondern Farben, Töne, Drucke, Räume, Zeiten (was wir gewöhnlich Empfindungen nennen) sind eigentliche Elemente der Welt.“

Auch die Vorstellung des Ich ist nur ein Empfindungskomplex, der sich aus verschiedenen Elementen zusammensetzt.

„Nicht das Ich ist das primäre, sondern die Elemente (Empfindungen). […] Die Elemente bilden das Ich.“

Die Vorstellungen Ich oder Leib sind wie alle Vorstellungen von Dingen nur Notbehelfe, die im Bewusstsein erzeugt werden, um sich in der Lebenspraxis besser orientieren zu können. Weil das Ich nicht klar abgrenzbar, dynamisch und flüchtig ist, kann man nicht mehr von einer Identität reden. Für Mach war deshalb die Vorstellung von einem Ich „unrettbar“.

### Freud
Sigmund Freud entwickelte einen Begriff des Psychischen, der sich sowohl von dem der naturwissenschaftlich orientierten Medizin als auch von dem der traditionellen Philosophie unterschied. Insbesondere kritisierte er die Gleichsetzung von Bewusstseinsphänomenen mit dem Psychischen. Ihm ging es vor allem um das subjektive Erleben, unabhängig von objektiven Gegebenheiten. So umfasst die Psyche auch das Unbewusste, das nach Freud vor allem durch vorbewusste psychische Strukturen und Muster wie Triebe, Bedürfnisse und Affekte (durch das „Es“) bestimmt ist. Erst auf dieser Grundlage entstehen reflektierte Wahrnehmungen, Gedanken und Erinnerungen (das „Ich“), die ihrerseits durch verinnerlichte Normen, Werte und Gebote der Umwelt (das mit dem Es konfligierende „Über-Ich“) beeinflusst werden. Die Vielfalt der vorbewussten und unbewussten Einflüsse bestimmen den Gehalt des Bewusstseins, der jeweils nur einen Ausschnitt von Es, Über-Ich und Ich umfasst und der gegenüber einer objektiven Wirklichkeit immer auch durch Verdrängung und Sublimierung verzerrt ist. Reine Rationalität, wie sie Kant unterstellte, ist nach Freud eine Illusion. Er warnte deshalb:

„Man lasse sich aber nie dazu verleiten, die Realitätswertung in die verdrängten psychischen Bildungen einzutragen und etwa Phantasien darum für die Symptombildung gering zu schätzen, weil sie eben keine Wirklichkeiten sind, oder ein neurotisches Schuldgefühl anderswoher abzuleiten, weil sich kein wirklich ausgeführtes Verbrechen nachweisen lässt.“

Freuds Kritik am überkommenen philosophischen Subjektbegriff hatte einen großen Einfluss auf philosophische Konzeptionen vor allem seit der zweiten Hälfte des 20. Jahrhunderts. Eine besondere Bedeutung erlangten dabei seine kulturtheoretischen Überlegungen, in denen er einen ständigen Konflikt zwischen den naturhaften Trieben des Subjekts, dem Es, und den ebenso stets präsenten gesellschaftlichen Forderungen als Über-Ich an den Einzelnen als Bestimmungsfaktor des individuellen Selbstbewusstseins, des Ich, konstruierte. In der Massengesellschaft kann es nach Freud dazu kommen, dass eine Mehrzahl der Individuen ihr eigenes Ichideal durch ein bestimmtes Objekt, durch eine Ideologie oder einen charismatischen Führer ersetzt, und die eigenen Befriedigungsmöglichkeiten zugunsten der Gemeinschaft beschränkt.

### Mead
Für George Herbert Mead, der philosophisch dem Pragmatismus zuzurechnen ist, sich aber vorwiegend mit sozialpsychologischen Themen befasste, beruht die Entstehung des Selbstbewusstseins auf einem Interaktions- und Kommunikationsprozess. Dabei hielt Mead die Gegenüberstellung von innen und außen aufrecht.

„Die Sozialpsychologie ist in dem Sinne behavioristisch, daß sie mit einer beobachtbaren Aktivität beginnt – dem dynamischen gesellschaftlichen Prozeß und den ihn konstituierenden gesellschaftlichen Handlungen –, die untersucht und wissenschaftlich analysiert wird. Sie ist jedoch nicht in dem Sinne behavioristisch, daß die inneren Erfahrungen des Individuums – die innere Phase dieses Prozesses oder dieser Aktivität – ignoriert wird. Ganz im Gegenteil, sie befaßt sich vornehmlich mit dem Entstehen dieser Art von Erfahrung innerhalb des Prozesses im Ganzen.“

Die Theorie Meads ist insofern behavioristisch, als er die Entstehung des Selbst im Rahmen eines Prozesses von Reiz- und Reaktion zwischen dem Subjekt und einem „signifikanten Anderen“ versteht. Auch für Mead war das empirische Ich der Ausgangspunkt. An die Stelle des transzendentalen Subjekts setzte er die Gemeinschaft kommunizierender und handelnder Menschen. Ähnlich wie Peirce betrachtete er das Bewusstsein als funktionalen Zustand.

„Wenn wir Geist oder Bewußtsein funktional verstehen und als natürliches, nicht als transzendentales Phänomen, wird es möglich, sie mit behavioristischen Begriffen zu erfassen. Kurzum, es ist nicht möglich, die Existenz von Geist, Bewußtsein oder mentalen Phänomenen zu leugnen, noch ist dies wünschenswert.“

Das phänomenale Bewusstsein reicht jedoch nicht, um Selbstbewusstsein zu erklären. Hierzu entwickelte Mead eine Theorie der Interaktion. Dabei ist eine wichtige Ausgangsthese, dass das Fremdbewusstsein primär und Voraussetzung für die Vorstellung eines Selbst ist. Das Kind nimmt zuerst seine Umwelt und erst in der Abgrenzung zu Umwelt auch sich selbst wahr. Durch eigene Handlungen lernt es, wie die Umwelt reagiert und entwickelt so ein empathisches Gefühl, das es in der Kommunikation mit seiner Außenwelt einsetzt. Die Kommunikation beschrieb Mead in Anlehnung an die Völkerpsychologie Wundts als einen Austausch von Gebärden. Gebärden oder Gesten sind Zeichen, die durch Verhalten zum Ausdruck gebracht werden. Haben sie eine Bedeutung, werden sie zum Symbol. Besteht zwischen den Beteiligten Einigkeit über die Bedeutung, liegt ein signifikantes Symbol vor. Signifikante Symbole sind vor allem sprachliche Äußerungen. Soziales Handeln beruht auf dem wechselseitigen Gebrauch signifikanter Symbole. In der Kommunikation nehmen Menschen Rollen ein. Diese erlernen sie in der frühen Kindheitsphase im freien Spiel (= play; z. B. Mutter – Kind) und im Verlauf der Entwicklung im Spiel mit Regeln (= game; z. B. Brettspiele oder Fußball). In der Kommunikation mit der Umwelt entsteht ein maßgeblicher Einfluss auf die Entwicklung des Geistes.

„Das Verhalten aller lebenden Organismen weist einen grundlegenden gesellschaftlichen Aspekt auf: Die fundamentalen biologischen oder physiologischen Impulse und Bedürfnisse, die auf der Basis aller dieser Verhaltensformen liegen – insbesondere Hunger und Sexualtrieb, also die mit der Ernährung und Vermehrung verbundenen Bedürfnisse –, sind im weitesten Sinne gesellschaftlichen Charakters oder haben gesellschaftliche Implikationen, da sie gesellschaftliche Situationen und Beziehungen für ihre Befriedigung durch den jeweiligen Organismus voraussetzen.“

Im Rollenspiel lernt der Mensch den Perspektivenwechsel und das Einfühlungsvermögen in den Anderen. Dieses Einfühlungsvermögen ermöglicht es ihm auch, sich selbst wahrzunehmen, indem es sich aus der Perspektive des Anderen betrachtet. Dieses Bild, das jemand von sich selbst aus der Außenperspektive entwickelt, nannte Mead das „Me“ (= ICH). Dieses Me steht für die soziale Identität, in der die Sicht des Anderen gespiegelt wird. Es ist eine Repräsentation des Selbstbildes, die kontrolliert und reflektiert wird. Demgegenüber steht das „I“ (= Ich) als Moment der personalen Identität. Dieses ist Ausdruck der Triebe und Gefühle des Subjekts und damit spontan, kreativ und impulsiv. Aus der Vermittlung des „I“ mit dem „Me“ entsteht ein Bewusstsein des Selbst, das nicht introspektiv gewonnen wird, sondern vom Fremdverstehen abhängt.

„Das Ergebnis des jeweiligen sozialen Aktes ist von der darauf hinweisenden Geste eindeutig getrennt durch die Reaktion eines anderen Organismus auf sie, eine Reaktion, die auf das Ergebnis dieses Aktes hinweist, so wie sie diese Geste anzeigt. Diese Situation ist allein auf der nichtgeistigen, nicht-bewußten Ebene gegeben, bevor sie auf der geistigen oder bewußten Ebene analysiert wird.“

Denken ist ein gesellschaftlicher Prozess, der im Austausch signifikanter Symbole besteht. Die Identität des Selbst ist damit immer eine soziale Identität, die sowohl durch den signifikanten Anderen als auch durch die Gesellschaft als generalisierten Anderen bestimmt wird. Individuum und Gesellschaft stehen in einer unauflösbaren Wechselbeziehung. Es entsteht ein „logisches Universum“ als ein System gemeinsamer Bedeutungen.

„Und nur dadurch, daß einzelne Individuen die Haltung oder die Haltungen des verallgemeinerten Anderen gegenüber sich selbst einnehmen, ist ein logisches Universum möglich, jenes System gemeinsamer oder gesellschaftlicher Bedeutungen, das jeder Gedanke als seinen Kontext voraussetzt.“

### Husserl
Edmund Husserls Phänomenologie ist ein Ansatz, der die Fragen Descartes’ und Kants wieder aufnimmt und sich ausdrücklich mit dem Verhältnis von Ich, Denken und Gedachtem aus der Perspektive der Erfahrung des Subjekts auseinandersetzt. Husserl verzichtete bewusst auf die Auseinandersetzung mit der objektiven Welt, die er in seinen Analysen ausklammerte (Epoché), und konzentrierte sich auf die Prinzipien der unmittelbaren Erfahrung als Ausgangspunkt der Erkenntnis (phänomenologische Reduktion). Damit stellte er die Leistungen und Vorgänge des Bewusstseins in Hinblick auf die Erfahrung in das Zentrum seiner Untersuchungen. Indem er die Welt der Objekte der Erfahrung (die Noema als erscheinende Wahrnehmungsinhalte) und den Prozess der Erfahrung (die Noesis als Aktivität im Bewusstsein) strikt trennte, liegt seinen Überlegungen die Subjekt-Objekt-Spaltung systematisch zugrunde. Auf einer anderen Ebene betrachtet, kommt der Gegensatz von Subjekt und Objekt bei Husserl überhaupt nicht in den Blick, weil er die Frage nach der Realität der Welt von Anfang an ausklammerte (Transzendentaler Idealismus).
Husserl unterschied entsprechend scharf zwischen dem transzendentalen und dem empirischen Ich:

„Eine unerhört eigenartige Wissenschaft tritt in unseren Gesichtskreis, eine Wissenschaft, von der konkreten transzendentalen Subjektivität, als in möglicher und wirklicher Erfahrung gegeben, die den äußersten Gegensatz bildet zu den Wissenschaften im bisherigen Sinne, den objektiven Wissenschaften. Unter diesen findet sich zwar auch eine Wissenschaft von der Subjektivität, aber von der objektiven, animalischen, der Welt zugehörigen Subjektivität. Jetzt aber handelt es sich um eine sozusagen absolut subjektive Wissenschaft, eine Wissenschaft, deren Gegenstand in seinem Sein von der Entscheidung über Nichtsein oder Sein der Welt unabhängig ist. Es scheint so wie ihr erster, so ihr einziger Gegenstand mein, des Philosophierenden, transzendentales ego zu sein und nur sein zu können.“

Die phänomenologische Reduktion, das Absehen von jeder natürlichen Einstellung und von allen konkreten empirischen Gehalten, führt dazu, dass als Betrachtungsgegenstand ein „reines Bewusstsein“ als Residuum übrig bleibt. Wie Kant der Meinung war, dass das „Ich denke“ alle meine Vorstellungen begleiten können muss (s. o.), so vertrat auch Husserl die Auffassung, dass durch die transzendentale Reduktion im reinen Bewusstsein am Ende ein reines Ich erhalten bleibt, das allein unveränderlich und dauerhaft ist. Jeder Bewusstseinakt (Fühlen, Wollen, Denken) führt zu einer Veränderung.

„Demgegenüber scheint aber das reine Ich ein prinzipiell Notwendiges zu sein, und als ein bei allem möglichen und wirklichen Wechsel der Erlebnisse absolut Identisches kann es keinem Sinn als reelles Stück oder Moment der Erlebnisse selbst gelten.“

Das reine Ich ist eine „Transzendenz in der Immanenz“, also etwas außerhalb des Bewusstseinsstroms an und für sich Unbeschreibbares, nur in der Reflexion Gegebenes. Das reine Ich ist der „Ichpol“ der Erlebnisse, die das „Medium des Ichlebens“ sind. Das reine Ich ist nicht nur der in der Reflexion erfasste abstrakte Bezugspunkt der Erlebnisse, sondern hat insofern auch eine aktive Wirkung, als es im Strom der Erlebnisse einen Habitus schafft, der ein Bleibendes im Bewusstseinsstrom ist.

„Das Ich hat eine Geschichte und aus seiner Geschichte schafft es ein ihm habituell und als dasselbe Ich Verbleibendes.“

Im Gegensatz zum reinen Ich wird das personale Ich im Bewusstsein konstituiert und ist an den Leib gebunden. Das personale Ich entwickelt im Lauf der Zeit verschiedene Fähigkeiten, die mit der Vorstellung „Ich kann“ verbunden sind. In der Reflexion auf das personale Ich ist dieses ebenso Erscheinung wie alle anderen Dinge. Es ist Gegenstand der Selbsterkenntnis und Selbsterfahrung und kann sich entwickeln und verändern.
Die in der phänomenologischen Reduktion gewonnene Vorstellung vom reinen und vom personalen Ich bezeichnete Husserl gemeinsam als das „konkrete Ich“. Diese Vorstellung vom konkreten Ich ermöglicht noch keine Aussage über die Bedingungen der Möglichkeit von Erkenntnis. Um dahin zu gelangen, entwickelte Husserl in einer weiteren Wesenschau, einer „eidetisch-transzendentalen Reduktion“, den Begriff des transzendentalen Ego. In dieser durch Variation gewonnenen Wesensschau kam Husserl zur Analyse der Fremderfahrung. Der Andere ist im Bewusstsein zunächst als Objekt gegeben. Durch intuitive Einfühlung erfasse ich aber, dass der andere ein ebensolches Subjektempfinden einschließlich der Fremd- und Welterfahrung hat, wie ich selbst. Daraus folgte für Husserl, „daß die Annahme einer existierenden Wirklichkeit, die nicht im Bewußtsein gegeben wäre, unsinnig sei.“

„Transzendenz in jeder Form ist ein immanenter, innerhalb des Ego sich konstituierender Seinscharakter. Jeder erdenkliche Sinn, jedes erdenkliche Sein, ob es immanent oder transzendent heißt, fällt in den Bereich der transzendentalen Subjektivität als der sinn- und seinskonstituierenden.“

Der Phänomenologie Husserls wird insbesondere Sprach- und Geschichtsvergessenheit sowie eine Unterbewertung des dialogischen Moments bei der Entstehung des Selbstverhältnisses vorgeworfen, die dieser erst in den Betrachtungen zur Lebenswelt zu überwinden sucht. Der prominente Phänomenologe Bernhard Waldenfels sieht in der engen Verknüpfung von Ego und Logos bei Husserl eine verkürzte Vereinzelung. Konkrete Weiterentwicklungen finden sich bei Alfred Schütz sowie dessen Schülern Berger und Luckmann.
Siehe auch Egologie.

### Whitehead
Ähnlich wie Peirce ging Alfred North Whitehead in Prozess und Realität (=PR) von einer prozessualen Struktur des Universums aus. Dessen kleinste Elemente bezeichnete er als „wirkliche Einzelwesen“ oder (gleichwertig) als „wirkliche Ereignisse“. Das gesamte Universum stellte er sich als einen Organismus bestehend aus diesen Basiselementen vor, der wiederum durch Beziehungszusammenhänge (Nexus) in sich wechselseitig beeinflussende und ineinander übergehende Teilstrukturen gegliedert ist, die jeweils wieder einen Organismus bilden, wobei einzelne Organismen Elemente eines übergeordneten Organismus sein können.
Innerhalb dieses Weltbildes entwickelte Whitehead einen von allen Traditionen abweichenden Subjektbegriff. Jedes der kleinsten Ereignisse, aber auch komplexere Organismen haben eine Innen- und eine Außenperspektive. Die Außenperspektive, das was zur Entität abgrenzbar ist, nannte Whitehead Objekt. Objekte sind damit relativ aus der Innenperspektive, die Whitehead analog als Subjekt bezeichnete. Subjekte sind damit ein Moment eines wirklichen Einzelwesen, das zugleich Objekt aus der Perspektive anderer wirklicher Einzelwesen ist. Zwischen Subjekt und Objekt besteht ein Kontrast. Die traditionalistische Philosophie setzt ein Subjekt als Substanz voraus und stellt diesem ein Objekt gegenüber. Whitehead widersprach ausdrücklich der als „kopernikanische Wende“ bezeichneten Auffassung Kants, dass das Subjekt die Objekte konstituiert.

„Die organistische Philosophie kehrt diese Analyse um und erklärt den Prozeß als einen Verlauf von der Objektivität zur Subjektivität, nämlich von der Objektivität, aufgrund deren die äußere ‚Welt ein Datum ist, zu der Subjektivität, durch die es eine individuelle Erfahrung gibt.“

Parallel zu den eigentlichen Wahrnehmungsphasen unterschied Whitehead in einer Art Theorie der Erfahrung, der erfassenden Ereignisse, drei Stufen der Empfindungen (prehensions), und zwar physische, begriffliche und aussageförmige Empfindungen. Diese Phasen der Empfindungen stellen den Prozess der Selbstkonstituierung dar. Sie entsprechen dem geistigen Pol wirklicher Einzelwesen. Die Empfindung ist der Übergang der Daten der äußeren Welt in die Subjektivität. (PR 93) Sie ist das Bindeglied zwischen Subjekt und Objekt. In der physischen Empfindung entstehen Ausgangsdaten durch die Begegnung mit anderen wirklichen Ereignissen. Im begrifflichen Erfassen besteht kein unmittelbarer Kontakt zur Außenwelt mehr. Es werden vielmehr Bewertungskategorien als zeitlose Einzelwesen gebildet. Einen Begriff verstand Whitehead als das analytische Wirken von Universalien. In der dritten Phase werden schließlich die physischen und die begrifflichen Empfindungen zu einem „logischen Subjekt“ verknüpft. Das aussageförmige Empfinden ist eine Schlussfolgerung aus den beiden ersten Phasen. Es ist das Ergebnis des Prozesses eines wirklichen Einzelwesens, das Whitehead in einem Neologismus „Superjekt“ nennt, das dem Subjekt als Inhalt des Prozesses eines wirklichen Einzelwesens gegenübersteht. Das Superjekt ist das Ziel, auf das hin sich ein wirkliches Einzelwesen konstituiert. Jedes Superjekt, jede Erfüllung eines wirklichen Einzelwesens, ist jedoch nicht statisch, denn es enthält die Potenzialität in einen neuen Prozess, in ein neues wirkliches Einzelwesen einzugehen.

„Es ist ganz wesentlich für die Lehre der organistischen Philosophie, daß der Begriff eines wirklichen Einzelwesens als das unveränderte Subjekt der Veränderung vollständig aufgegeben wird. Ein wirkliches Einzelwesen ist zugleich das erfahrende Subjekt und das Superjekt seiner Erfahrungen. Es ist ein Subjekt-Superjekt, und keine Hälfte dieser Beschreibung kann auch nur für einen Augenblick außer Acht gelassen werden.“

Die Kennzeichnung des Subjektes als Subjekt-Superjekt versucht deutlich zu machen, dass das Subjekt stets zugleich etwas ist, das erfahren wird (Ergebnis) und in einem fortwährenden, sich selbst konstituierenden Prozess erfährt. Das Subjekt erzeugt nicht den Erfahrungsprozess, sondern ist ein sich steig wandelndes Element davon und im Ergebnis das Superjekt, das das Potenzial enthält, in ein neues wirkliches Ereignis einzugehen.
Eine ähnliche Position wie Whitehead vertraten die britischen Philosophen Samuel Alexander und Conwy Lloyd Morgan sowie C. D. Broad, die eine Philosophie der Emergenz entwickelten, welche die Bewusstseinsbildung als ein evolutionäres Phänomen ansieht, das sich biologisch nicht hinreichend erklären lässt.

### Wittgenstein
In seinem Frühwerk, dem Tractatus logico-philosophicus entwickelte Ludwig Wittgenstein in Anlehnung an den logischen Atomismus seines Lehrers und Freundes Bertrand Russell eine Abbildtheorie der Sprache. Dabei zeigen seine Überlegungen, ob Aussagen a priori aus der Erfahrung möglich sind, eine zu Kant, noch mehr aber zu Schopenhauer ähnliche Analyse:
- „Der Satz ist eine Wahrheitsfunktion der Elementarsätze.“ (Der Elementarsatz ist eine Wahrheitsfunktion seiner selbst.) (TLP 5)
- „Die Grenzen meiner Sprache bedeuten die Grenzen meiner Welt.“ (TLP 5.6)
- „Ich bin meine Welt“ (der Mikrokosmos) (TLP 5.63)
- „Das denkende, vorstellende Subjekt gibt es nicht.“ (TLP 5.631)
- „Das Subjekt gehört nicht zur Welt, sondern es ist eine Grenze der Welt.“ (TLP 5.632)
- „Wo in der Welt ist ein metaphysisches Subjekt zu merken?

Du sagst, es verhält sich hier ganz wie mit Auge und Gesichtsfeld. Aber das Auge siehst du wirklich nicht.
Und nichts am Gesichtsfeld lässt darauf schließen, dass es von einem Auge gesehen wird.“ (TLP 5.633)
- „Das hängt damit zusammen, dass kein Teil unserer Erfahrung auch a priori ist.

Alles, was wir sehen, könnte auch anders sein.
Alles, was wir überhaupt beschreiben können, könnte auch anders sein.
Es gibt keine Ordnung der Dinge a priori.
Wittgenstein vertrat eine realistische Ontologie und postulierte die Existenz einfacher Gegenstände. („Die Welt ist die Gesamtheit der Tatsachen […]“ (TLP 1.1)). Da Aussagen über die Welt nur durch Erfahrung möglich sind, führt eine idealistische Position in den Solipsismus, der das Subjekt verabsolutiert. Das transzendentale Ich bildet die Grenze zur Welt und das empirische Ich ist ein Teil der Welt.
- „Hier sieht man, dass der Solipsismus, streng durchgeführt, mit dem reinen Realismus zusammenfällt. Das Ich des Solipsismus schrumpft zum ausdehnungslosen Punkt zusammen, und es bleibt die ihm koordinierte Realität.“ (TLP 5.64)
- „Es gibt also wirklich einen Sinn, in welchem in der Philosophie nicht-psychologisch vom Ich die Rede sein kann. Das Ich tritt in die Philosophie dadurch ein, daß die Welt meine Welt ist. Das philosophische Ich ist nicht der Mensch, nicht der menschliche Körper, oder die menschliche Seele, von der die Psychologie handelt, sondern das metaphysische Subjekt, die Grenze – nicht ein Teil der Welt.“ (TLP 5.641).

In der pragmatischen Wendung der Spätphilosophie Wittgensteins wird das Subjekt zum Regelfolger, der ein aktives Mitglied einer Sprachgemeinschaft ist. (z. B. PU § 199) Das denkende Subjekt der traditionellen Philosophie kommt hierbei nicht mehr in den Blick. Eine ausdrückliche Auseinandersetzung erfolgt dann noch einmal mit der Diskussion der Möglichkeit einer Privatsprache (PU §§ 256-271). Im Ergebnis kommt er zum Urteil, dass eine Privatsprache, die einem Dritten nicht verständlich ist, keinen Sinn ergibt. Sprache und mit ihr die Rede von einem „Ich“ oder einem Subjekt ist intersubjektiv. Sie setzt eine Sprachgemeinschaft voraus, in der die Bedeutung von Wörtern im gemeinsamen Sprachspiel eingeübt wird. Das gilt für Wittgenstein auch für den Fall der Qualia:

„Wie ist es nun mit dem Worte ‚rot‘ – soll ich sagen, dies bezeichne etwas, uns allen Gegenüberstehendes, und jeder sollte eigentlich außer diesem Worte noch eines haben zur Bezeichnung seiner eigenen Empfindung von Rot? Oder ist es so: Das Wort ‚rot‘ bezeichnet etwas uns gemeinsam Bekanntes; und für jeden, außerdem, etwas nur ihm Bekanntes?“

Wittgenstein hat darauf verwiesen, dass das Wort „Ich“ auf zweierlei Weise verwendet wird. Im „Objektgebrauch“ verwendet man das Wort wie ein außenstehender mit Bezug auf eine körperliche Eigenschaft und kann sich auch über eine Beobachtung irren. Im „Subjektgebrauch“ hingegen geht es nicht um das Erkennen einer Person, sondern um die Mitteilung eines unmittelbaren Wissens, über das man sich nicht irren kann, weil es dem Bewusstseinsinhalt entspricht. Das ist sogar dann der Fall, wenn der Gedanke, der dem Bewusstseinsinhalt entspricht, objektiv falsch ist. Der Bedeutungsunterschied liegt darin, dass die objektive Verwendung kognitive Aussagen betrifft, für die es ein Wahrheitskriterium gibt, während die subjektive Verwendung sich auf expressive Aussagen bezieht. Kognitive Aussagen können nur möglich sein, während expressive Sätze sich immer auf tatsächliche Sachverhalte beziehen. „Ich weiß, dass ich Schmerzen habe“ bedeutet stets „ich habe Schmerzen“ (siehe PU § 245). „Die Frage ‚Bist du sicher, dass du es bist, der Schmerzen hat?‘ wäre unsinnig.“ Für den Objektgebrauch von Ich ist Voraussetzung, dass sich die Kommunizierenden darauf geeinigt haben, dass ein jeder das Ich im Sinne des Subjektgebrauchs verwendet, um überhaupt in die Kommunikation eintreten zu können. „Dein Körper“ kann man nur sagen, wenn man unterstellt, das der Andere eine Identität seines Körpers mit sich als Subjekt annimmt.

### Heidegger
Für Martin Heidegger stellt die Subjektphilosophie das Zentrum der abendländischen Metaphysik dar. Heidegger war Assistent Edmund Husserls, der mit seiner transzendentalen Phänomenologie noch in der Traditionslinie von Descartes und Kant stand. Heidegger knüpfte zwar methodisch an die Phänomenologie an, lehnte jedoch Husserls Ansatz vom „transzendentalen Subjekt“ ab und zielte stattdessen auf eine „Destruktion“ der traditionellen Subjektphilosophie. Dieser stellte ein Denken gegenüber, das Metaphysik insofern zu überwinden versucht, als es keinen festen Grund in metaphysischen Letztbegründungen mehr zulässt (wie etwa dem Subjekt). Stattdessen versucht es, gerade das „Ab-gründige“ aller menschlichen Existenz zu fassen, das sich ohne den festen Boden der Letztbegründungen auftut. Die Trennung von Subjekt und Objekt ermöglicht keinen unmittelbaren Weltbezug. Sie ist konstruiert:

„Glauben an die Realität der »Außenwelt«, ob mit Recht oder Unrecht, beweisen dieser Realität, ob genügend oder ungenügend, sie voraussetzen, ob ausdrücklich oder nicht, dergleichen Versuche setzen, ihres eigenen Bodens nicht in voller Durchsichtigkeit mächtig, ein zunächst weltloses bzw. seiner Welt nicht sicheres Subjekt voraus, das sich im Grunde erst einer Welt versichern muß. Das In-einer-Weltsein wird dabei von Anfang an auf ein Auffassen, Vermeinen, Gewißsein und Glauben gestellt, eine Verhaltung, die selbst immer schon ein fundierter Modus des In-der-Welt-seins ist.“

Husserls Konzept führt in eine reductio ad absurdum: Das Subjekt ist selbst Seiendes. Wenn man in der Epoché alles Seiende einklammert, dann muss auch das Subjekt eingeklammert werden und damit gibt es nichts mehr, was als Gegenstand der phänomenologischen Analyse Husserls übrig bleibt. Dadurch, dass das Subjekt unausweichlich ein In-der-Welt-Seiendes ist, muss die Philosophie in der Lebenswelt ansetzen und die historisch – soziologischen Bedingungen des Subjektes mit einbeziehen. Indem das Subjekt, das Heidegger als Dasein bezeichnet, sich seiner Möglichkeiten bewusst wird, entwirft es sich selbst.

„Das Dasein hat auf Grund seiner ihm wesenhaft zugehörenden Befindlichkeit eine Seinsart, in der es vor es selbst gebracht und ihm in seiner Geworfenheit erschlossen wird. Die Geworfenheit aber ist die Seinsart eines Seienden, das je seine Möglichkeiten selbst ist, so zwar, daß es sich in und aus ihnen versteht (auf sie sich entwirft). Das In-der-Welt-sein, zu dem ebenso ursprünglich das Sein bei Zuhandenem gehört wie das Mitsein mit Anderen, ist je umwillen seiner selbst.“

Der Mensch ist für Heidegger ein „geworfener Entwurf“, der nicht mehr im klassischen Sinn als Subjekt angesprochen werden kann, dem eine ihm externe Welt gegenübersteht.

### Jaspers
Karl Jaspers bezog ähnlich wie Kierkegaard Begriffe der traditionellen Philosophie wie Subjekt, Objekt, Geist oder Bewusstsein auf den Begriff der Existenz, wobei er weitgehend an Kant anknüpfte.

„Existenz ist eines der Worte für Wirklichkeit, mit dem Akzent durch Kierkegaard: alles wesentlich Wirkliche ist für mich nur dadurch, daß ich selbst bin. Wir sind nicht bloß da, sondern unser Dasein ist uns anvertraut als Stätte und als Leib der Verwirklichung unseres Ursprungs.“

Jaspers, der den Begriff Subjekt-Objekt-Spaltung prägte, beschrieb die Subjektivität und die Objektivität in jeweils drei Stufen. Das Objektive ist das gegenständliche Äußere. Es ist immer ein Gedachtes (Erscheinung im Sinne Kants), das in seiner Allgemeinheit sowohl für das Erkennen als auch für das Handeln Gültigkeit beansprucht. „Das Objektive als das Wahre ist drittens das Ganze, worin das Richtige ein Moment wird. Die Sache als Gegenstand und als Geltung von ihm ist totes Bestehen, die Sache als lebendiges Ganzes ist Idee. Das Subjekt steht zuletzt nicht Gegenständen gegenüber, sondern lebt in einer Welt.“ Als Bewusstsein überhaupt ist das Subjekt hingegen „das nicht individuell gewordene, abstrakt gedachte Ichsein des auf das Äußere, Gegenständliche gerichteten Denkens.“ Es ist ein umfassendes Medium, das alles ihm Begegnende einschließt. Zugleich ist es ein individuelles Bewusstsein, das empirisch bestimmt ist. Als vernünftiges Wesen ist das Subjekt ein Bewusstsein der Gültigkeit, „das sich der zwingenden Einsicht unterwirft.“ Ganz im Sinne Kants stellt Jaspers fest, dass die Erscheinungen Konstruktionen des Subjekts sind, die jedoch an die als solche nicht bestimmbaren Dinge an sich gebunden sind.

„Zwar ist das Vernehmen der Objektivitäten geknüpft an die subjektiven Bedingungen; die Dinge sind nicht an sich so, wie sie für das Subjekt sind. Aber ihre Formung durch das Subjekt und ihre Erscheinung für das Subjekt hat ein Gegebenes, Formbares, zur Erscheinung Kommendes im Objekt und im daseienden Subjekt zum Grunde.“

Als Psychologe hat Jaspers andererseits gesehen, dass bei Kant die genetische Entwicklung des Bewusstseins keine Berücksichtigung gefunden hat.

„Etwas ganz anderes als die Kantische transzendentale Konstruktion der Subjektivität als Bedingung der Objektivität ist die Analyse der Subjektivität in historisch-psychologischer Betrachtung des Menschen als des Schöpfers geistiger Gebilde.“

Von Brentano und Husserl übernahm Jaspers die Auffassung, dass alles Denken intentional ist.

„Das Bewußtsein als ‚intentionales‘ hat etwas vor sich, auf das es, denkend, auf eine mit jeder anderen Beziehung mit der Welt unvergleichliche Weise, bezogen ist.“

Die Gegenüberstellung von Subjekt und Objekt betrachtete Jaspers als denknotwendig, da auch der reflektierende Gedanke Erscheinung ist. Dabei sind entsprechend der Einsicht Kants die Grenzen des Gegenstandsbewusstseins unüberschreitbar.

„Der transzendentale Gedanke kann in die Formel gefasst werden: kein Objekt ohne Subjekt. Jedoch tritt dann sogleich das Missverständnis ein, als ob das Subjekt oder das Bewusstsein an sich da wären und alles Objekt nur allein durch ihre Bedingung sei. Demgegenüber ist der Satz mit demselben Recht umgekehrt auszusprechen: kein Subjekt ohne Objekt. Denn es ist kein Bewusstsein ohne etwas, worauf es sich richtet. Gegenüber dem Vorwurf, der Kant gemacht wurde, er hebe die Wirklichkeit der Welt zur Subjektivität eines Scheins auf, hat er von vornherein mit unübertrefflicher Klarheit entwickelt, dass das Subjekt oder das Ich, wie ich mich beobachte, genau wie das dingliche Objekt nur ein ‚Ich‘ ist, ‚wie ich mir erscheine‘. Subjekt und Objekt sind beide Erscheinung“

Die Welt von Subjekt und Objekt erfasst allerdings nicht das Sein als Ganzes. Der Zusammenhang zwischen den Dingen der Wirklichkeit macht die Existenz aus, die der Mensch als ein Gefühl der Transzendenz erfasst und dem er sich nur durch indirektes Beschreiben annähern kann. Jaspers nannte diese Annäherung an das „Umgreifende“ Existenzerhellung.

„Das Sein ist nicht mehr das Sein an sich, wenn es in der Spaltung von Subjekt und Objekt, Einheit und Vielheit, Allgemeinem und Einzelnem ist, und es ist doch vom Sein für uns nur in dieser Spaltung zu erfahren, zu sprechen, zu denken. Die Spaltung als solche weist durch ihre Erhellung auf ein Woher, zeigt sich als Zwischenzustand, aber ohne daß wir aus dem Zwischenzustand heraus könnten. Die umgreifende Beziehung, die das Gespaltene zusammenhält, unfaßlich und ständig gegenwärtig, in Gleichnissen anzusprechen und nirgends aus einem anderen abzuleiten, ist die alles in sich schließende Struktur unseres Denkendseins als Bewußtsein überhaupt.“

### Buber
Martin Buber unterschied die grundsätzlich verschiedenen Relationen von „Ich-Es“ einerseits und „Ich-Du“ andererseits. Die Beziehung Ich-Es beschreibt das Verhältnis von Subjekt und Objekt, in der sich der Einzelne die Welt durch Wahrnehmen, Vorstellen, Wollen, Fühlen oder Denken erschließt. Hierbei geht es um Erfahrungen und das Gebrauchen von Sachen. Demgegenüber ist das Verhältnis Ich-Du eine Beziehung zwischen zwei Subjekten, die sich des Anderen als Person bewusst sind. In der Ich-Es-Beziehung kann man sich eines Gegenstandes bemächtigen. In der Ich-Du-Beziehung geht es um eine Wechselbeziehung, in der das Du für mich ebenso ein Subjekt ist, wie Ich für den Anderen ein Du bin. Die Beziehung zwischen Ich und Du wechselt zwischen Aktivität und Passivität. Erst durch die Beziehung auf ein Du entsteht die eigene Identität, indem aus dem Ich ein Du für den anderen wird. Die Beziehung Ich-Du ist spontan, unmittelbar und gegenseitig und geht über ein reines Fremdverstehen hinaus. Ich und Du sind sich ebenbürtig. Hierin liegt der Grund des dialogischen Prinzips. Die Bindung eines Menschen an einen anderen Menschen verstand Buber als Ursprung der menschlichen Wirklichkeit, die zur eigenen Verwirklichung der Wirklichkeit führt. „Alles wirkliche Leben ist Begegnung.“ Das Ich wird wirklich, indem es in der Innerlichkeit des Du lebt und so an seinem realen Leben teilnimmt.
Eine wichtige Konsequenz seiner Unterscheidung sah Buber in der Pädagogik. Nur wenn ein Lehrer seinem Schüler nicht aus der Ich-Es-Perspektive betrachtet, sondern ihn als ein Du anerkennt, kann er Vertrauen erwerben und damit seine Aufgabe erfüllen, indem er am Leben des Schülers einfühlend teilnimmt. „Pädagogisch fruchtbar ist nicht die pädagogische Absicht, sondern die pädagogische Begegnung.“

### Merleau-Ponty
Der französische Phänomenologe Maurice Merleau-Ponty, der sich sehr intensiv mit der Wahrnehmung befasste, sah ähnlich wie Heidegger in der Differenz von Subjekt und Objekt in der Erkenntnistheorie das Problem, dass das Phänomen der unmittelbaren und unvermittelten Wahrnehmung, die erst einen Zugang zum „Fleisch“ der Welt ermöglicht, nicht mit erfasst werden kann. Denn in der „noch stummen Erfahrung“ sind Subjekt (Leib) und Objekt (Welt) noch eng verflochten.

„Durch die Idee des Subjekts ebenso wie durch die des Objekts wird unsere Beziehung zur Welt und zu uns, die im Wahrnehmungsglauben gründet, zu einer Beziehung der Adäquation durch Erkenntnis. Die beiden Begriffe erhellen den Wahrnehmungsglauben nicht, sondern machen stillschweigend von ihm Gebrauch und ziehen Folgerungen aus ihm. Und weil die Entwicklung der Wissenschaft zeigt, dass diese Folgerungen in sich widersprüchlich sind, müssen wir unbedingt auf diesen Glauben zurückgehen, um ihn zu erhellen.“

### Piaget
Die von Jean Piaget entwickelte genetische Erkenntnistheorie setzt bei der Ontogenese des Subjektes an. Das Denken des Kindes unterscheidet sich qualitativ von dem der Erwachsenen. Das frühe Kind ist sich seiner selbst als Subjekt noch gar nicht bewusst. Die von Kant angenommenen Existenz der Begriffe a priori, die Kategorien, lehnte Piaget ab, ging jedoch davon aus, dass der Mensch über im Zuge der Evolution erworbene Assimilationsschemata verfügt, die dazu dienen, aus der Wahrnehmung Strukturen zu bilden. Der entscheidende Unterschied zu Kant ist, dass er sich diesen Sachverhalt als dynamischen Entwicklungsprozess vorstellte. Piaget bezeichnete dies als „dynamischen Kantianismus“. Zwischen Subjekt und Umwelt erfolgt eine Anpassung (Adaption), indem das Subjekt durch Konstruktion die Darstellung des Objektes im Bewusstsein, sein kognitives Schema eines Begriffs, so anpasst, dass es für das Handeln geeignet ist (Assimilation). Das Subjekt wirkt an der Erkenntnis aktiv und konstruktiv mit. Auf der anderen Seite passt das Subjekt seine Handlungsmöglichkeiten so an, dass sie den Erfordernissen der Umwelt entsprechen (Akkommodation). Die Fähigkeit Schemata zu bilden ist angeboren. Durch Erfahrung werden die Schemata immer weiter gefüllt und immer abstrakter. Zunächst sind Schemata nur Darstellung sensu-motorischer Wahrnehmung, dann Vorstellungen sensu-motorischer Wahrnehmung und schließlich von konkreter Wahrnehmung unabhängige Symbole als Grundlage abstrakter geistiger Operationen.
Entwicklungsprozesse und neue Erkenntnisse werden dadurch angestoßen, dass Assimilation und Akkommodation zu unterschiedlichen Ergebnissen führen. Man entdeckt etwas Neues, das nicht in eines der vorhandenen Schemata passt, oder ein vorhandenes, angepasstes Schema bietet keine Möglichkeit durch Handeln angemessen bewältigt zu werden. Der Mensch verfügt nach Piaget über ein natürliches Streben nach einer Ausgewogenheit. Deshalb versucht der Mensch bei Irritationen Schemata zu korrigieren oder zum Beispiel durch Versuche und Üben seine Handlungsmöglichkeiten so anzupassen, dass der Konflikt aufgelöst wird (Äquilibration). Dieses Konzept weist eine große Ähnlichkeit zu dem auf Alexander Bain zurückzuführenden Konzept der Erkenntnisentwicklung bei Peirce auf, der dieses mit den Eckpunkten Zweifel und Überzeugung beschrieb.
Wesentlich für die Theorie Piagets ist die Strukturierung der Erkenntnisentwicklung in Phasen. In der frühen sensomotorischen Phase besteht noch keine Differenzierung zwischen Subjekt und Objekt. Der Säugling erobert zunächst den Raum über seinen Körper. Handlungen sind noch in sich isoliert und es wird noch kein Ich-Bezug hergestellt. Erst allmählich wird die Außenwelt in Gestalt anderer Personen wahrgenommen. Erst im zweiten Lebensjahr werden Objekte Gegenstand koordinierter Handlungen, bei denen das Kind sich als Ursprung von Handlungen begreift. Ein Wandel entsteht erst mit der Sprache, in der den Objekten allgemeine Eigenschaften zugewiesen und Strukturen und Relationen gebildet werden. Dann erst entwickelt sich das Erkennen allgemeiner Gesetzmäßigkeiten und die Fähigkeit zum operativen Handeln. Der Prozess des dauerhaften Lernens und einer sich immer weiter entwickelnden Annäherung an die Realität hält an. „Man kann sich der Objektwelt immer besser nähern, ohne jedoch die Gewißheit zu haben, sie in einer endgültigen Form erfaßt zu haben.“

### Kritische Theorie
Die Kritische Theorie schloss an die Theorie Freuds, wonach Kultur das Ergebnis von Verdrängungsvorgängen ist, in verschiedenen Strängen an. Max Horkheimer kennzeichnet die Kritische Theorie als die „intellektuelle Seite des historischen Prozesses der Emanzipation des Proletariats“ Hierin eingeschlossen ist der Gedanke, dass die andere Seite, die gesellschaftliche Praxis, das Objekt der Theorie ist. Horkheimer folgt noch dem aufklärerischen Gedanken von der Emanzipation des Subjektes, behält damit aber die Idee der idealistischen Subjekt-Objekt-Spaltung bei. Aufgabe der Kritischen Theorie ist eine „Transformation des gesellschaftlichen Ganzen“ in der Weise, dass die Entfremdung in der modernen Gesellschaft aufgehoben wird, die die Einheit des Subjekts mit sich selbst verhindert.

„Das kritische Denken enthält einen Begriff des Menschen, der sich selbst widerstreitet, solange diese Identität nicht hergestellt ist.“

Die kritische Theorie wendet sich gegen die instrumentelle Vernunft, durch die vor allem in technischen und ökonomischen Zusammenhängen die Subjekte und Objekte sich in Sachzwängen auflösen.

„Subjekt und Objekt werden beide nichtig. Das abstrakte Selbst, der Rechtstitel aufs Protokollieren und Systematisieren hat nichts sich gegenüber als das abstrakte Material, das keine andere Eigenschaft besitzt als solchem Besitz Substrat zu sein.“

In der gesellschaftskritischen Analyse versucht die Kritische Theorie den Gegensatz von Rationalität, mit der der Geist sich selbst zu beherrschen versucht, und einer Subjektivität, in der der Mensch danach strebt, sich mimetisch der Natur anzugleichen, zu überwinden.

„Die Herrschaft des Menschen über sich selbst, die sein Selbst begründet, ist virtuell allemal die Vernichtung des Subjekts, in dessen Dienst sie geschieht.“

Erich Fromm hat als Psychoanalytiker an der Frankfurter Schule in Zusammenarbeit mit Horkheimer eine materialistische Sozialpsychologie als wichtiges Element der Kritischen Theorie entworfen. Mittler zwischen der ökonomischen Basis und der Theorie ist der seelische Triebapparat des Subjekts. Je mehr der Vater durch die zunehmende Dominanz der kapitalistischen Produktionsweise an Autorität verliert, desto stärker erfolgt die Sozialisation nicht mehr durch ihn, sondern durch die Verinnerlichung gesellschaftlicher Autorität, die als dominanter Faktor das Über-Ich zunehmend prägt. Der Vater wird so zum Repräsentanten gesellschaftlicher Gewalt. Fromm löste sich allerdings im Verlaufe der Emigration von der Frankfurter Schule und betonte in seinen späteren Schriften stärker die Frage der seelischen Grundbedürfnisse des Menschen. Fromm entwickelte einen „neuen Humanismus“, in dem die Liebe die in den gesellschaftlichen Verhältnissen begründete Aggressivität und Destruktivität (der Todestrieb bei Freud), die Jagd nach dem Glück im modernen Konsumismus, durch Liebe als Grundlage menschlicher Existenz überwunden werden kann. Fromm vertrat nun einen „Glauben an den Menschen und dessen Fähigkeit, sich zu immer höheren Stufen weiterzuentwickeln, durch den Glauben an die Einheit der menschlichen Rasse, durch den Glauben an Toleranz und Frieden sowie an Vernunft und Liebe als jene Kräfte, die den Menschen in die Lage versetzen, sich selbst zu verwirklichen und das zu werden, was er sein kann“
Auch Theodor W. Adorno betonte den Anspruch der Kritischen Theorie, die dialektischen Widersprüche der subjektiven Erfahrung aufzudecken.

„Denn weil in der gegenwärtigen Phase der geschichtlichen Bewegung deren überwältigende Objektivität einzig erst in der Auflösung des Subjekts besteht, ohne daß ein neues schon aus ihr entsprungen wäre, stützt die individuelle Erfahrung notwendig sich auf das alte Subjekt, das historisch verurteilte, das für sich noch ist, aber nicht mehr an sich. Es meint seiner Autonomie noch sicher zu sein, aber die Nichtigkeit, die das Konzentrationslager den Subjekten demonstrierte, ereilt bereits die Form von Subjektivität selber.“

Er sah Hegel in Bezug auf die Frage des Objektes zwiespältig. Zwar hat dieser „gegen die Verdinglichung und Verabsolutierung einzelner Bestimmungen“ in der dialektischen Vereinheitlichung von Subjekt und Objekt widerstanden, jedoch hat er „das oberste kritische Moment, die Kritik an der Totalität, am abschlußhaft gegebenem Unendlichen eskamotiert [wegmanipuliert]. […] Die Differenz von Bedingtem und Absolutem hat er weggedacht, dem Bedingten den Schein des Unbedingten verliehen. Damit hat er am Ende doch der Erfahrung Unrecht getan, von der er zehrt.“ Adorno hielt an der „Unauflöslichkeit des objektiv Nichtidentischen im subjektiven Begriff“ fest, so dass in dieser Hinsicht bei ihm „Kant gegenüber Hegel zu Ehren“ kommt. Andererseits distanzierte sich Adorno vom transzendentalen Subjekt Kants, da dieser die gesellschaftliche Bedingtheit des Subjekts nicht erfasst. Er betrachtet daher das Subjekt als empirisches Subjekt, das nicht selbstbestimmt ist, sondern abhängig von den in einer Gesellschaft herrschenden Machtstrukturen.

„Das vermeintlich ansichseiende Subjekt ist in sich wesentlich vermittelt durch das, wovon es sich scheidet, den Zusammenhang aller Subjekte. Durch die Vermittlung wird es selber das, was es seinem Freiheitsbewusstsein nach nicht sein will, heteronom.“

In dieser Bestimmung des Subjekts kommt die Gleichsetzung mit einem ganzheitlichen Individuum, das als empirische Person gedacht wird, zum Ausdruck.

„Denn der Begriff des Subjekts ist sowenig vom Dasein, vom 'Objekt' zu emanzipieren wie der des Objekts von der subjektiven Denkfunktion.“

Adorno identifizierte das Über-Ich Freuds mit der Sittlichkeit in der Gesellschaft, die für ihn Ergebnis der gesellschaftlichen Repression und damit Quelle des Gewissens ist. Dem Individuum wird durch die Gesellschaft ein Triebverzicht aufgezwungen, der selbst keine Legitimation hat. Die gesellschaftliche Repression entsteht ihrerseits wieder aus der Triebstruktur des Individuums.

„Das vereinzelte Individuum, das reine Subjekt der Selbsterhaltung, verkörpert im absoluten Gegensatz zur Gesellschaft deren innerstes Prinzip.“

Für Jürgen Habermas ist die frühe Kritische Theorie an der Erschöpfung des Paradigmas der Bewusstseinsphilosophie gescheitert. Seine Absicht liegt in einer Fortentwicklung durch die Berücksichtigung einer Kommunikationstheorie als neuem Paradigma.

„Objektivierendes Denken und zweckrationales Handeln dienen der Reproduktion eines ‚Lebens‘, welches durch die Hingabe erkenntnis- und handlungsfähiger Subjekte an eine blind auf sich selbst gerichtete, intransitive Selbsterhaltung als einzigen ‚Zweck‘ gerichtet ist.“

Erst durch die Hinwendung zu einer Theorie der intersubjektiven Verständigung kann die Begrenzung der Rationalität auf die „instrumentelle Vernunft“ überwunden werden. Ergebnis ist die von Habermas entwickelte Universalpragmatik.

### Lévinas
Emmanuel Lévinas stellte die Frage nach dem Subjekt in einen unmittelbaren Kontext zur Ethik und in das Verhältnis zu einem Anderen. Dabei löste er sich von dem der aristotelischen Tradition folgenden Primat der Ontologie als erster Philosophie und brachte eine jüdische Perspektive ein:

„Ich habe im jüdischen Denken die Tatsache gefunden, daß die Ethik nicht eine einfache Seinsregion darstellt. Die Begegnung mit dem anderen Menschen bietet uns den ursprünglichen Sinn überhaupt, und in seiner Verlängerung findet man allen weiteren Sinn. Die Ethik ist eine entscheidende Erfahrung.“

Die Andersheit des Anderen ist für das Subjekt absolut, nicht aufgrund individueller Differenzen, sondern durch die individuelle Existenz, die dem Anderen innewohnt. Levinas grenzte sich gegen die Vorstellung einer Totalität in der klassischen Metaphysik ab. Bei Hegel heben sich das Selbst und das Andere in der Einheit des absoluten Subjekts auf. Ähnlich fehlen in der absoluten Subjektivität Husserls oder der Fokussierung auf den Logos des Seins bei Heidegger die Bezüge auf den Anderen als getrenntes, eigenständiges Sein. Die Auseinandersetzung mit dem Anderen kann nicht auf phänomenologische oder ontologische Analysen beschränkt bleiben. Die Beziehung zum Anderen enthält etwas, das die endliche Totalität in den Raum des Unendlichen transzendiert, in das „Jenseits des Seins“. Dieses Jenseits ist sprachlich nicht fassbar, weil Sprache im Diesseits verharrt. „Immer jedoch zeigt sich das Jenseits-des-Seins, wo es sich im Gesagten zeigt, auf rätselhafte Weise, das heißt, indem es sich schon verrät.“ Der Andere wird nicht durch die Konstitution eines transzendentalen Subjektes geschaffen. Der Andere begegnet dem Subjekt, ohne dass es darauf Einfluss nehmen kann. Er ist ein Widerfahrnis für das Subjekt. Das Subjekt ist nicht das Erste oder Letzte, sondern ein Empfangendes und Passives gegenüber dem Anderen, durch den es erst konstituiert wird. Das Subjekt ist nicht selbstgenügsam, sondern mit dem Anderen verstrickt. Der Andere erhält hierdurch den Anspruch als ein Eigenes anerkannt zu werden. Dies ist die Verantwortung des Subjektes gegenüber dem Anderen. Dem Subjekt ist es existenziell unmöglich, „sich der Verantwortung, der Sorge und des Einstehens für den Anderen zu entziehen.“ Durch diese unabweisbare Forderung des Anderen wird so die Freiheit und Spontaneität des Subjektes infrage gestellt.

„Diese Infragestellung meiner Spontaneität durch die Gegenwart des Anderen heißt Ethik. Die Fremdheit des Anderen, der Umstand, daß er nicht auf mich, meine Gedanken und meinen Besitz zurückgeführt werden kann, vollzieht sich nur als Infragestellung meiner Spontaneität, als Ethik. Die Metaphysik, die Transzendenz, der Empfang des Anderen durch das Selbe, des anderen Menschen durch mich, ereignet sich konkret als Infragestellung des Selben durch den Anderen, das heißt, als Ethik.“

„Der Pluralismus setzt eine radikale Andersheit des Anderen voraus, den Anderen begreife ich nicht einfach im Verhältnis zu mir, sondern ich stehe ihm im Ausgang von meinem Egoismus gegenüber. Die Andersheit des Anderen ist in ihm und nicht in dem Verhältnis zu mir, sie offenbart sich, aber ich habe Zugang zu ihr von mir aus und nicht durch einen Vergleich des Ich und mit dem Anderen.“

„Das Andere als Anderes ist nicht eine verstehbare Form, die im Prozess des intentionalen ‚Enthüllens‘ an andere Formen gebunden ist, sondern ein Antlitz, die proletarische Nacktheit, die Mittellosigkeit; das Andere ist der Andere; das Herausgehen aus sich selbst die Annäherung an den Nächsten; die Transzendenz ist Nähe, die Nähe ist Verantwortung für den Anderen, Stellvertretung für den Anderen, Sühne für den Anderen, Bedingung – oder Un-bedingung – der Geiselschaft.“

„Es erfüllt mich nicht mit Gutem, aber es zwingt mich zur Güte, besser als das zu erhaltende Gute. Gut sein, das bedeutet Defizit, Verfall und Torheit im Sein – es ist Exzellenz und Höhe jenseits des Seins. Das bedeutet, daß Ethik nicht ein Moment des Seins darstellt, sondern daß sie anders und besser ist als Sein.“

Levinas beschrieb das Subjekt in einem dreistufigen Verhältnis zu seiner Exteriorität, seiner Außenwelt, die durch den Anderen bestimmt ist. Diese drei Stufen kann man als einen Abstieg zum Ursprünglichen verstehen. Das erkennende Subjekt ist das intentionale Ich, das sich wie bei Husserl in Bewusstseinsakt und Bewusstseinsgegenstand unterscheidet. Die Denkfigur des intentionalen Ich ist unpersönlich, ohne geschichtliche Identität und ein allgemeines Merkmal aller Menschen. Demgegenüber ist das getrennte Subjekt eine Singularität, ein absolutes Für-sich-Sein. Durch seinen Egoismus bezieht dieses Subjekt seine Umwelt auf sich und vereinnahmt diese als Teil seiner selbst. Doch kann es seine Lebenswelt nicht völlig in Besitz nehmen, so dass es auch mit Bedrohungen und Zerstörerischem konfrontiert ist. Die einzige Gewissheit ist der Tod als Grenze seiner Lebenswelt. Erst das empfangende Subjekt kann sich die Fremdheit des Anderen bewahren. Die Achtung des Anderen, die Anerkennung seiner Freiheit und Unabhängigkeit eröffnet erst den Zugang zur Idee der Unendlichkeit, zu einer Transzendenz, die außerhalb des Denkens liegt. Indem das Subjekt von dem Anderen angerufen wird, erhält es die Möglichkeit der Ethik, der Liebe, des Mitgefühls und der unmittelbaren Begegnung mit Gott.
Indem es neben dem Anderen auch einen Dritten gibt, der zu dem Anderen ein anderer Anderer ist, entsteht die Forderung nach Gerechtigkeit; denn auch der Dritte hat denselben Anspruch auf Anerkennung und die Übernahme von Verantwortung wie der Andere.

„In der Nähe des Anderen bedrängen mich – bis zur Besessenheit – auch alle die Anderen, die Andere sind für den Anderen, und schon schreit die Besessenheit nach Gerechtigkeit, verlangt sie Maß und Wissen, ist sie Bewußtsein.“

### Foucault
In seinem Aufsatz Subjekt und Macht erläuterte Michel Foucault, dass das Thema des Subjekts als ein wesentlicher Antrieb für sein gesamtes Werk angesehen werden kann. Er versteht das Subjekt als das empirische Ich, das kulturell und historisch bestimmt ist.

„Das Wort Subjekt hat zwei Bedeutungen: es bezeichnet das Subjekt, das der Herrschaft eines anderen unterworfen ist und in seiner Abhängigkeit steht; und es bezeichnet das Subjekt, das durch Bewusstsein und Selbsterkenntnis an seine eigene Identität gebunden ist.“

Foucault wandte sich gegen die Vorstellung eines autonomen Subjekts und betonte die Geschichtlichkeit des Menschen und seine Eingebundenheit in gesellschaftliche Lebensverhältnisse. Husserls Idee eines transzendentalen Ichs lehnte er deshalb prinzipiell ab.

„Wenn es aber einen Weg gibt, den ich ablehne, dann ist es der (man könnte ihn ganz allgemein den phänomenologischen Weg nennen), der dem beobachtenden Subjekt absolute Priorität einräumt, der einem Handeln eine grundlegende Rolle zuschreibt, der seinen eigenen Standpunkt an den Ursprung aller Historizität stellt – kurz der zu einem transzendentalen Bewusstsein führt.“

Gegenüber der traditionellen Philosophie ist das moderne Verständnis vom Subjekt stark vom Denken in Strukturen geprägt.

„Man entdeckt, dass die Möglichkeit des Menschen letztlich auf einer Menge von Strukturen beruht, die er zwar denken und beschreiben kann, deren Subjekt oder modernes Bewusstsein er jedoch nicht ist. Diese Reduktion des Menschen auf Strukturen, in die er eingebunden ist, scheint mir charakteristisch für das heutige Denken zu sein.“

Foucault hat im Verlauf seines Werks sehr unterschiedliche Ansätze für eine kritische Kulturphilosophie gefunden, die als „Archäologie“ oder als „Genealogie“ die Hintergründe gegenwärtiger gesellschaftlicher Strukturen oder Diskurse erhellen sollen. Ein Diskurs ist „ein Feld von Regelmäßigkeiten für verschiedene Positionen der Subjektivität“. Solche Felder sind die Religion, die Ökonomie, die Wissenschaft, die Sexualität oder die Politik. Foucault fragt nach der Rolle und nach den Funktionen eines Subjekts innerhalb eines solchen Diskurses. Der Mensch wird so ein „unterworfener Souverän, ein betrachteter Betrachter“. Diese Sicht demonstriert er beispielsweise in der Studie Die Geburt der Klinik.

„Im Spital ist der Kranke Subjekt seiner Krankheit, d. h. es handelt sich um einen Fall; in der Klinik geht es nur um ein Beispiel: Hier ist der Kranke ein Akzidenz seiner Krankheit, das vorübergehende Objekt, dessen sie sich bemächtigt hat.“

Für Foucault gibt es keine Ordnung in der Geschichte, die etwa der Vernunft eines Weltgeistes wie bei Hegel unterworfen ist. Der Mensch ist etwas Besonderes (Partikulares), für das keine universellen Gesetze gelten. Sein Leben wie sein Tod sind vielmehr bestimmt durch Zufälle und Kontingenz.

„Es handelt sich um die Zäsuren, die den Augenblick zersplittern und das Subjekt in eine Vielzahl möglicher Positionen und Funktionen zerreißen.“

Über die Frage der unmittelbaren Disziplinierung des Subjektes, die auch Thema in Überwachen und Strafen ist, hinaus entwickelte Foucault den Begriff der Gouvernementalität, der die Praxis der modernen Gesellschaft kennzeichnet, die Eigendynamik des individuellen Subjekts nicht mehr durch unmittelbaren Zwang zu regulieren, sondern durch die Regeln eines Systems wie die liberale Wirtschaftsordnung oder eine parlamentarische Regierungsform. Es entsteht eine Selbststeuerung auf institutioneller und überindividueller Ebene, in der das Subjekt durch ein Regelwerk indirekt zu einem „normalen“ Verhalten gedrängt wird. Abweichendes Verhalten, das die „Sicherheit“ stört, wird sanktioniert.
Eine neue Perspektive eröffnete Foucault mit Studien über Technologien des Selbst, in denen er sich mit der subjektiven Selbstinterpretation und den Praktiken des Selbstverstehens auseinandersetzte. Dabei ging es ihm um „Formen, in denen das Individuum auf sich selbst einwirkt.“ Thema sind Fragen danach, wie kulturelle Gegebenheiten darauf Einfluss haben, wie das Subjekt eine bestimmte Einstellung zu seiner Ethik, zu seiner Seele und zu seinem Körper gewinnt.

### Luhmann
Auch in der Systemtheorie von Niklas Luhmann ist die Subjekt-Objekt-Spaltung noch wirksam, indem er zwischen psychischen und physischen Systemen unterscheidet und damit zwischen einer Innen- und einer Außenwelt.

„Der Mensch mag für sich selbst oder für Beobachter als Einheit erscheinen, aber er ist kein System. Erst recht kann aus einer Mehrheit von Menschen kein System gebildet werden. Bei solchen Annahmen würde übersehen, daß der Mensch das, was in ihm an physischen, chemischen, lebenden Prozessen abläuft, nicht einmal selbst beobachten kann. Seinem psychischen System ist sein Leben unzugänglich, es muß jucken, schmerzen oder sonstwie auf sich aufmerksam machen, um eine andere Ebene der Systembildung, das Bewußtsein des psychischen Systems, zu Operationen zu reizen.“

Kommunikation, der Schlüsselbegriff in Luhmanns Systemtheorie, findet allerdings immer auf der empirischen, beobachtbaren Ebene statt, so dass es verfehlt wäre, von der Erkenntnis eines Subjektes zu sprechen. Für Luhmann ist nicht der Mensch Träger der Erkenntnis, sondern dessen Bewusstsein. Weil man in der Beobachtung nicht erkennen kann, wie jemand wahrnimmt, sondern anhand von Reaktionen nur, dass er wahrnimmt, muss die Art der Wahrnehmung für Luhmann eine black box bleiben. Die Fähigkeit zur Erkenntnis ist eine Eigenschaft des psychischen Systems Bewusstsein, das durch Reduktion von Komplexität und Konstruktion der Bewusstseinsinhalte selbstreflexiv tätig wird.

„Jede Referenz, sei es auf das System selbst, sei es auf dessen Umwelt, ist ein Konstrukt des Beobachtens. Die Unterscheidung objektiv/subjektiv (im Sinne des neuzeitlichen Sprachgebrauchs) kollabiert also und wird durch die Unterscheidung Selbstreferenz/Fremdreferenz ersetzt, die in jedem Falle und in beiden Richtungen ein Strukturmoment des Beobachtens selber ist.“

In der Wahrnehmung ist das Bewusstsein passives Element der Kommunikation, und kein eigenständiges handelndes Subjekt.

„Es wäre daher kaum angemessen zu sagen, daß das Bewußtsein aus sich selbst heraus bestimmt, was es in die Kommunikation eingibt. Die Kommunikation spezifiziert sich selbst in der Beschränkung durch das, was jeweils bewußtseinsmöglich ist. Eben deshalb geht es an den Realitäten vorbei, wenn man das Bewußtsein (wessen Bewußtsein?) zum Subjekt der Kommunikation und des Wissens erklärt.“

Luhmanns Schlussfolgerung lautet: „Wir können damit auch den Subjektbegriff aufgeben.“ Für ihn hatte die Rede vom Subjekt eine historische, sozialpsychologisch begründete Funktion im Rahmen der Aufklärung, um die Loslösung von religiös geprägten Weltbildern zu erleichtern.

„Nach der hochriskanten Ablehnung aller religiösen oder metaphysisch-kosmischer Instituierung von Erkenntnis konnte man nicht sogleich den nächsten Schritt tun und jeden Gedanken an eine letztgewisse Außenfundierung fahren lassen. Man kam diesem Schritt so weit wie möglich entgegen und verlegte das, was die Funktion einer Außenfundierung hatte, in das Bewußtsein. Dazu mußte Bewußtsein als ein über Empirizitäten hinausgehender ´transzendentaler´ Sachverhalt, als ´Subjekt´ der Welt begriffen werden. So konnte die Selbstreferenz des Bewußtseins, Subjekt genannt, als Quelle der Erkenntnis und als Quelle der Erkenntnis der Bedingungen der Erkenntnis zugleich in Anspruch genommen werden.“

### Davidson
Donald Davidson entwickelte ein sprachphilosophisches Argument zur Erklärung, wie es zur Selbsterkenntnis kommt. Für ihn gibt es „drei Spielarten des Wissens“:
- unmittelbares Wissen aus der Perspektive der ersten Person,
- kausales, mit Unsicherheit behaftetes Wissen durch Wahrnehmung und
- durch Beobachten des Verhaltens des Anderen erschlossene Kenntnis des Fremdpsychischen.

Diese drei Formen der Erkenntnis sind für Davidson nicht aufeinander reduzierbar. Als in diesem Zusammenhang wesentliche, ungelöste Probleme der Philosophie nennt er:
- die Erklärung, wie aufgrund der Erkenntnis des eigenen Bewusstseins die Erkenntnis der Außenwelt beschrieben werden kann,
- die Frage, wieweit die Kenntnis des Fremdpsychischen über das rein Beobachtbare hinausgeht sowie
- das Unvermögen eine Lösung des Leib-Seele-Problems vorzulegen.

Davidson vertritt die These, dass eine befriedigende Antwort auf alle drei Fragen darin zu suchen ist, ob und wie angegeben werden kann, dass subjektive Wahrheiten, die auf Überzeugungen beruhen, auch mit einer objektiven Wahrheit in Einklang zu bringen sind. Zu prüfen ist, ob zwischen Geist und Natur eine unüberwindbare logische oder auch nur erkenntnistheoretische Schranke besteht. Dies entspricht in etwa der Frage Kants, ob die Bedingungen der Möglichkeit von Erkenntnis ein objektives Wissen gestatten.
Die Differenz zwischen direkter Kenntnis des eigenpsychischen und indirekter Kenntnis des Fremdpsychischen bezeichnet man auch als Problem der Asymmetrie der Erkenntnis. Behavioristen wie Mead oder Davidsons Lehrer Quine waren im Prinzip der Auffassung, dass mit Beobachtung des Verhaltens diese Asymmetrie weitgehend zu überwinden ist. Für Davidson ist diese Annahme eine petitio principii, das es für diese Hypothese keine ausreichend gesicherte Begründung gibt. Wie schon Kant geht es Davidson um die Widerlegung des Skeptizismus, die zugleich eine Zurückweisung des Idealismus beinhaltet. Sein Argument ist – wie bei Wittgenstein –, dass der Mensch auf eine Kommunikation in einer gemeinsamen Sprache angewiesen ist. Kommunikation gelingt dann, wenn ein Interpret annimmt, dass eine Äußerung der Einstellung eines Sprechers entspricht und wenn er die Bedeutung der Äußerung versteht, kann er überprüfen, ob die Äußerung seiner eigenen Wahrnehmung oder seinem eigenen Wissen entspricht. Dabei nimmt der Interpret an, dass der Sprecher die Welt auf eine ähnliche Weise wahrnimmt wie er selbst (Korrespondenzprinzip) und er nimmt an, dass die Äußerungen des Sprechers grundsätzlich in sich schlüssig sind (Kohärenzprinzip). Davidson spricht von einer „wohlwollenden Interpretation“.
Diese These besagt also, dass die interpersonelle Übereinstimmung über propositionale Äußerungen einen objektiven Maßstab hergeben. Wenn ein Anderer den Inhalt einer Wahrnehmung oder eines Gedankens bestätigt, kann man ihn als wahr annehmen. Daraus folgt, dass man über das Bewusstsein eines anderen Subjekts umso mehr weiß, je besser man das eigene Bewusstsein und die Bedeutung von Aussagen darüber kennt. Indem man die eigenen Gedanken (Erste-Person-Perspektive) äußert, kann man anhand der Reaktion eines Interpreten ihren Wahrheitsgehalt feststellen. Insofern sind die eigenen Gedanken, ihre logische Struktur und ihre Bedeutungen, ein Ergebnis der Kommunikation. Der Abbau der stets vorhandenen Unschärfe erfolgt durch ständiges wechselseitiges Überprüfen der Bedeutung von Begriffen anhand von Äußerungen über Wahrnehmungen und Gedanken ähnlich wie physikalische Messgeräte durch kalibrieren und Eichen auf ein bestimmtes Maß Genauigkeit gebracht werden. In der sprachlichen Kommunikation gibt es deshalb keine Schranke zwischen Natur und Geist, wenn man die Kommunikation ganzheitlich (Holismus) betrachtet und eine gewisse Unschärfe (Unbestimmtheit) zulässt.

„Unsere Gedanken sind etwas ‚Inneres‘ und ‚Subjektives‘, denn wir kennen sie in einer Weise, in der sie kein anderer Mensch kennen kann. Doch obwohl das Haben eines Gedankens notwendig etwas individuelles ist, gilt dies für den Inhalt des Gedankens nicht. Die Gedanken, die wir uns machen und die uns vorschweben, sind begrifflich in der Welt angesiedelt, in der wir wohnen und von der wir wissen, dass wir sie zusammen mit anderen bewohnen. Selbst unsere Gedanken über unsere eigenen geistigen Zustände nehmen denselben begrifflichen Raum ein und haben ihren Ort auf derselben öffentlichen Landkarte.“

Selbsterkenntnis ist begründet durch die Erkenntnis des Fremdpsychischen und der Welt. Erst in diesem Dreiklang kann der Mensch sich als Subjekt verstehen, das notwendig an einer kommunikativen Gemeinschaft teilhat.

### Butler
Judith Butler nimmt ihren Weg zur Theorie über das Subjekts aus der feministischen Bewegung der 90er Jahre. Die damals vertretene Identitätspolitik fußt auf einem westlichen Subjektbegriff, der von Handlungsautonomie und immanenter Essenz der Identität ausgeht. Butler kritisiert, Subjektbegriffe seien nicht auf eine „Identitätskategorie“ reduzierbar, sondern bilden ein Komplex aus verschiedenen Identitätskategorien.
Zur genaueren Analyse des Subjekts führt Butler den Begriff der Subjektivation ein. Subjektivation beschreibt den Prozess der Subjektwerdung unter dem Einfluss von diskursiver Macht und Identitätskategorien. Diskursive Identitätskategorien entstehen aufgrund einer Anrufung mit Namen, Identitäten oder Bezeichnungen, wodurch das Annehmen der Anrufung eine Unterwerfung unter die machtdurchzogenen Diskurse darstellt. „Subjekte sind demnach nicht synonym mit Individuen oder Personen“. Der westliche Subjektdiskurs, mit den für Butler starren Identitätskategorien, formt somit diskursiv das Subjekt. Zur Erläuterung der Formung des Subjekts beruft sich Butler auf Foucault. Nach Foucault ist weder Ontologisierung noch das Festhalten an immanenten Essenzen in Objekten und Subjekten möglich. Denn alle Gegenstände unterliegen und sind Produkte diskursiver Historizität, d. h. soziale Wirklichkeit besteht nur aus sprachlichen Sedimenten. Dieser zentrale Ansatz für Butler dient als Instrument zur Dekonstruktion von Subjekt, Identität und Geschlecht. Sie nennt dies eine antifundamentalistische Methode, abzweckend auf der Konklusion, es gebe keine totalen Eigenschaften, abgeschlossenen Definitionen und kein Ende des Subjektwerdungsprozesses.
Das Subjekt konstituiert sich für Butler aus zwei essentiellen (kontinuierlichen) Momenten heraus. Zum einen die, von Althussers Theorie deduzierte, sogenannte Anrufung mit Identitätskategorien sowie der Annahme jener Kategorie vom angerufenen Subjekt. Und dem zweiten Moment, der sogenannten Sperre. Identitätskategorien produzieren sich immer durch Abgrenzung von anderen Identitätskategorien, zum Beispiel das Hetero-Sein und das nicht Hetero-Sein. Identitätsbildungsprozesse werden also notwendigerweise vom Unsichtbarmachen ausgeschlossener Identitätskategorien begleitet. Diese Sperre (vor bestimmten Identitätskatgeorien) ist überindividuell, denn machtbesetzte Diskurse formen die soziale Wirklichkeit und schränken folglich numerisch wie faktisch Identitätskategorien ein. Identitätskategorien eines Subjekts, die durch den Subjektwerdungsprozess unsichtbar gemacht wurden, sind, so Butler, permanent präsent, jedoch durch Selbstreflexion nicht wahrnehmbar, sind sie schon vor Werden zum Subjekt ausgeschlossen. Konkret bedeutet dies, dass bei einer lesbischen Frau stetig die Möglichkeit, nicht lesbisch zu sein, unterbewusst mitschwingt. Dieses als Melancholie bezeichnete Phänomen weitet Butler gesellschaftlich auf eine Kultur der Melancholie aus. Das bedeutet, Nicht-Identitäten werden von Subjekten projiziert, sodass nicht den gesamtgesellschaftliche Identitätskategorien entsprechende Kategorien abgelehnt werden.
Butlers Postsouveränes Subjekt ist ein postsouveränes aufgrund der die Umwelt formenden historischen diskursiven Prozesse, die subjektiv nicht kurzfristig beeinflusst werden können. Dadurch wird dem Subjekt Handlungsautonomie genommen. Veränderungspotential und politische Handlungsmöglichkeiten erkennt Butler in der Umwendung. Umwendung heißt die Möglichkeit, angerufene Namen, Bezeichnungen oder Identitäten abzusehen. Sprachliche, individuell eingebrachte Veränderungen produzieren neue Diskurse, die neue Subjektekonstitutionen ermöglichen und Anrufungsprozesse zu einem subversiven Akt stilisieren. Somit agiert das postsouveräne Subjekt „im Spannungsfeld zwischen diskursiver Konstitution und sprachlicher Reiteration”.

## Gehirn und Subjekt
Ein völlig neuer Blick auf die Frage nach dem Subjekt ergibt sich aus der Neurophilosophie, die als Disziplin ihre ersten Anstöße in den 1980er Jahren hatte und aufgrund der interdisziplinären Verbindung von Neurowissenschaften und Philosophie des Geistes zu einem teilweise sehr kontroversen Dialog zwischen Naturwissenschaftlern und Philosophen geführt hat. Bereits William James hatte 1892 zwischen einem physikalischen Selbst, einem mentalen Selbst und einem spirituellen beziehungsweise geistigen Selbst unterschieden. Karl Popper und der Neurowissenschaftler John Eccles hatten der Debatte mit ihrer gemeinsamen Schrift Das Ich und sein Gehirn 1977 einen frühen Impuls gegeben. Eine radikal materialistische Perspektive auf das Subjekt eröffneten Patricia und Paul Churchland. Gemeinsam ist diesen Überlegungen, dass das Gehirn Ort des Selbst ist, das durch empirische Untersuchungen näher erklärt werden soll.
Zentral für die Diskussion ist der Unterschied zwischen der Erste-Person-Perspektive, in der man Phänomene des Bewusstseins durch Selbstbeobachtung subjektiv erlebt, und der Außensicht, die bei den neurowissenschaftlichen Untersuchungen zwangsläufig eingenommen werden muss. Neurowissenschaftler haben wie Psychologen keinen direkten Zugang zu den mentalen Bewusstseinszuständen ihrer Patienten und können nur Beobachtbares interpretieren (Neuronales Korrelat des Bewusstseins). In der Außenperspektive bleibt das Subjekt das Objekt der Untersuchung. Man unterscheidet ein neuronales (physikalisches) von einem mentalen (phänomenalen) Bewusstsein. Die neuronalen Beobachtungen bleiben ihrerseits der subjektiven Perspektive verschlossen. Niemand kann sein eigenes Gehirn und dessen Aktivitäten wahrnehmen. Zugang zum eigenen Gehirn hat man nur in der Außensicht durch bildgebende Verfahren wie dies jede dritte Person auch hat.

### Die naturalistische Herausforderung
Die Geschichte des Materialismus reicht zurück bis zu Leukipp, Demokrit und Epikur. Im Zeitalter der Aufklärung sind ab 1750 La Mettrie, gefolgt von d’Holbach und Helvétius zu nennen. Vorläufer im 19. Jahrhundert waren Ludwig Büchner, Heinrich Czolbe, Jakob Moleschott oder Carl Vogt (Materialismusstreit).
Diese Tradition führt in der Gegenwart unter anderem Daniel Dennett fort, der einen radikalen Funktionalismus vertritt. Er betrachtet den menschlichen Geist als virtuelle Maschine

„Man betritt das Gehirn durch das Auge, geht den Sehnerv entlang, rundherum um die Großhirnrinde, schaut hinter jede Nervenzelle und taucht dann unversehens im Tageslicht auf, an der Spitze eines motorischen Nervenimpulses, kratzt sich am Kopf und fragt sich, wo das Selbst geblieben ist.“

Für ihn sind Bewusstseinsinhalte an neuronale Prozesse gekoppelt. Mentale Phänomene wie Selbstbewusstsein oder Intentionalität sind nützliche Hilfsmittel für den Organismus, um sich in der Welt zu orientieren. Sie sind genauso Gegenstand wissenschaftlicher Forschung wie physikalische oder chemische Sachverhalte. Daher ist es günstiger, das Verhalten anstelle der subjektiven Erfahrungen zum Gegenstand der Forschung zu machen. Verhalten ist dabei erklärbar, weil es reale, wiederkehrende Muster gibt (real patterns). Zur Untersuchung des Verhaltens aus der externen Perspektive schlug er in Abgrenzung zur klassischen introspektiven Phänomenologie eine Methode vor, die er „Heterophänomenologie“ nannte. Dabei werden Aussagen über intentionale Zustände gesammelt und systematisiert, ohne sie in Hinblick auf ihren Wahrheitsgehalt zu bewerten. Die Analyse dieser Aussagen ermöglicht Prognosen über künftiges Verhalten.
Dennett vertritt eine Theorie der intentionalen Einstellungen (intentional stances), nach der intentionale Begriffe wie Denken, Wollen, Fühlen, Erfahren oder Empfinden gebildet werden, um das Verhalten anderer Individuen zu beschreiben. Sie haben eine praktische Funktion, weil mit ihnen Wünsche und Überzeugungen erklärt und künftiges Verhalten prognostiziert werden kann, ohne dass auf kausale Ursachen zurückgegriffen werden muss. Neben den intentionalen Beschreibungen gibt es auch physikalische (physical stances) und funktionale (design stances) Beschreibungen desselben Verhaltens. Intentionale Einstellungen sind aufgrund ihrer pragmatischen Nützlichkeit für den Menschen unverzichtbar, unabhängig davon, ob sie einen Sachverhalt zutreffend darstellen. Intentionale und funktionale Beschreibungen sind für Dennett fiktional. Die Rede über das Mentale ist rein metaphorisch. Propositionale Sätze über geistige Zustände sind Interpretationen physischer Tatsachen. Die Wirklichkeit kann nur auf der physikalischen Ebene – bezogen auf das Subjekt vor allem in der Biologie und den Neurowissenschaften – beschrieben werden. In der physikalischen Welt haben intentionale Einstellungen die Funktion, Bedürfnisse von Systemen zu befriedigen. Solche Systeme sieht Dennett nicht nur in Lebewesen, sondern auch in mechanischen Apparaten wie in einem Schachcomputer, der gewinnen will. Selbst ein Thermostat hat für ihn Intentionen, nämlich eine bestimmte Raumtemperatur herzustellen. Eine solche Zuschreibung ist für ihn möglich, weil die Rede von Intentionalität für ihn eine bestimmte Weise ist, einen physikalischen Zustand zu beschreiben. Die Menschen sind nichts anderes als perfekte semantische Maschinen.
Eine andere naturalistische Interpretation von Intentionalität geht auf Fred Dretske zurück. Während man Dennetts Position als „Nonfaktualismus“ kennzeichnen kann, nahm Dretske Intentionen als real an. Intentionen sind innere Zustände, die eine „Korrelation“ zu äußeren Objekten und Sachverhalten haben. Zwischen Objekt und intentionalem Zustand besteht ein kausaler Zusammenhang. Das übliche Beispiel hierfür ist der Tachometer eines Autos, der dessen Geschwindigkeit anzeigt. Der Unterschied zwischen einem Menschen und einer Maschine besteht allerdings darin, dass Maschinen nur unmittelbar auf Signale reagieren, während Menschen auch die Bedeutung von Signalen verstehen. Der Rauschgiftspürhund erkennt zwar aufgrund seiner Wahrnehmungsfähigkeiten, dass in einem Gepäckstück Rauschgift enthalten ist, er weiß aber nicht, dass dieser Fund möglicherweise eine längere Gefängnisstrafe für den Inhaber des Gepäckstücks zur Folge hat. Dretskes These ist nun, dass auch Bedeutungen Ursache für menschliches Handeln sind.
In der deutschsprachigen Debatte werden naturalistische Positionen unter anderem von dem Philosophen Ansgar Beckermann, den Neurowissenschaftlern Gerhard Roth, Wolf Singer und dem Psychologen Hans J. Markowitsch vertreten.

### Die Erklärungslücke
Thomas Nagel ist bekannt durch seinen Essay Wie ist es, eine Fledermaus zu sein?. Mit dieser Arbeit hat Nagel darauf hingewiesen, dass die in den 1970er Jahren dominierende Diskussion in der analytischen Philosophie des Geistes über mentale Zustände das grundlegende Problem des Übergangs von einer biologisch-neuronalen Erklärung zu den erlebbaren Phänomenen des Bewusstseins noch nicht geleistet hatte.

„Die wichtigste und charakteristischste Eigenschaft bewusster mentaler Phänomene ist noch sehr wenig verstanden. Die meisten reduktionistischen Theorien versuchen sie nicht einmal zu erklären. Eine behutsame und gründliche Untersuchung wird zeigen, dass keine derzeit verfügbare Konzeption von Reduktion auf sie anwendbar ist.“

Zur Ganzheitlichkeit des Subjektes gehört es, dass es Erfahrungen als seine ureigenen qualifizieren kann, die zu seinem Wesen gehören, und dass diese Ganzheitlichkeit deskriptiv nicht fassbar, sondern unmittelbar ist. Für den Menschen fühlt es sich auf eine bestimmte, nur schwer beschreibbare Weise an, ein Gefühl seiner selbst zu haben.

„Die Tatsache, daß ein Organismus überhaupt bewußte Erfahrung hat, heißt im wesentlichen, daß es irgendwie ist, dieser Organismus zu sein. Es mag weitere Implikationen bezüglich der Form der Erfahrung geben; es mag sogar (obwohl ich es bezweifle) Implikationen bezüglich des Verhaltens des Organismus geben. Grundsätzlich aber hat ein Organismus bewußte mentale Zustände dann und nur dann, wenn es irgendwie ist, dieser Organismus zu sein wenn es irgendwie für diesen Organismus ist.“

Wichtig bei diesem Gefühl, ein bestimmtes Subjekt zu sein, ist es, dass dieses mit dem Wissen verbunden ist, dass das subjektive Erleben der Außenwelt, also einer dritten Person, nicht zugänglich ist. Selbst wenn man die Gehirnzustände der Fledermaus neurowissenschaftlich vollständig erklären könnte, wüsste noch niemand, wie es sich anfühlt, das Bewusstsein der Fledermaus zu haben.

„Wenn der subjektive Charakter der Erfahrung nur von einer einzigen Perspektive aus ganz erfasst werden kann, dann bringt uns jeder Schritt hin zu grösserer Objektivität, d.h. zu geringerer Bindung an eine spezifische Erlebnisperspektive, nicht näher an die wirkliche Natur des Phänomens heran: sie führt uns weiter von ihr weg.“

Nagel hat mit seiner Darstellung eine These aktualisiert, die bereits Emil Du Bois-Reymond 1872 in einem Vortrag Über die Grenzen des Naturerkennens formulierte:

„Es tritt nunmehr an irgendeinem Punkt der Entwicklung des Lebens auf Erden, den wir nicht kennen und auf dessen Bestimmung es hier nicht ankommt, etwas Neues, bis dahin Unerhörtes auf, etwas wiederum gleich dem Wesen von Materie und Kraft und gleich der ersten Bewegung Unbegreifliches. […]. Dies neue Unbegreifliche ist das Bewußtsein. Ich werde jetzt, wie ich glaube, in sehr zwingender Weise dartun, daß nicht allein bei dem heutigen Stande unserer Kenntnis das Bewußtsein aus seinen materiellen Bedingungen nicht erklärbar ist, was wohl jeder zugibt, sondern daß es der Natur der Dinge nach aus diesen Bedingungen nie erklärbar sein wird.“

Diese offene, unüberbrückbar erscheinende Frage bezeichnete Joseph Levine als Erklärungslücke:

„Wir haben exzellente Gründe dafür zu glauben, dass mentale Phänomene […] physikalische und/oder natürliche Phänomene sein müssen. Wir haben andererseits aber auch exzellente Gründe dafür zu glauben, dass bewusstes Erleben sich nicht physikalisch und/oder naturwissenschaftlich erklären lässt.“

### Searle
In der Gegenwartsphilosophie griff John Searle die Frage der Intentionalität in einer Form wieder auf, die sich schon bei Franz Brentano findet:

„Die Grundlage der Psychologie wie der Naturwissenschaft bildet […] vor allem die innere Wahrnehmung der eigenen psychischen Phänomene, welche für sie eine Quelle wird.“

Intentionalität als Repräsentation mentaler Zustände setzt Bewusstsein als subjektives Erleben voraus. Für Searle ist Intentionalität ein intrinsisches Merkmal des Geistes. „Geistige Phänomene werden von neurophysiologischen Vorgängen im Hirn verursacht und sind selbst Merkmale des Hirns.“ Damit wendet er sich vor allem gegen die Computermetapher für geistige Vorgänge.

„Wenn damit gefragt sein soll ‚Können wir dem Hirn eine computationale Interpretation zuordnen?‘; dann ist die Antwort trivialerweise: Ja, denn wir können allem und jedem eine computationale Interpretation zuordnen. Wenn damit gefragt sein soll ‚Sind Hirnvorgänge an sich computational?‘, dann ist die Antwort trivialerweise: Nein, denn nichts ist an sich computational – ausgenommen natürlich der Fall, wo eine Person mit Bewußtsein und Absicht Rechenschritte durchläuft.“

Der entscheidende Unterschied zum Computer ist, dass der Geist als subjektives Bewusstsein intentional auf eine Außenwelt Bezug nimmt und damit Grundlage des Handelns ist. Intentionalität hat keine eigenständige Existenz, sondern ist ein immer vorhandenes Merkmal eines Erlebnisses. Nur durch die Gerichtetheit der Intentionalität kann ein Subjekt bewusst handeln und Sprechakte vollziehen. Denken ist damit bei Searle der Sprache vorgängig. Zum Bewusstsein gehört für Searle die „ontologische Subjektivität“. „Jeder Bewußtseinszustand ist jemandes Bewußtseinszustand“ Bewusstsein ist ein reales Phänomen einer realen Welt, das ohne Reduktion nicht von einer dritten Person erfasst werden kann. Obwohl er dem Bewusstsein eine eigenständige Existenz zubilligt, möchte Searle nicht in einen Dualismus verfallen. Er betrachtet deshalb das Bewusstsein als eine emergente Funktion des Gehirns, die sich im Verlauf der Evolution ausgebildet hat. Das Gehirn ist ein biologisches System wie jedes andere Organ des Menschen, das die Funktion des Bewusstseins beinhaltet wie der Magen die Funktion des Verdauens beinhaltet. Eine Verknüpfung von neuronalen Zuständen und Bewusstseinsphänomenen erklärt Searle als einen Vorgang der Aufwärts-Verursachung.

„Es scheint mir nach allem, was wir über das Hirn wissen, ganz offenkundig zu sein, daß geistige Makro-Phänomene allesamt von Mikro-Phänomenen niedrigerer Stufe verursacht werden.“

Weil Bewusstsein ein emergentes Phänomen des biologischen Organs Gehirn ist, hat es kausale Wirkungen und zwar durch intentionale Bezugnahme. Es ist deshalb auch Gegenstand der Neurowissenschaften und durch diese zu erforschen.

„Ich sage damit nicht, daß das Bewußtsein kein seltsames und wundervolles Phänomen ist. Ganz im Gegenteil, ich denke, wir sollten über die Tatsache staunen, daß evolutionäre Vorgänge Nervensysteme hervorgebracht haben, die in der Lage sind, subjektive Bewusstseinszustände zu verursachen und zu erhalten.“

### Bennett und Hacker
Ähnlich wie schon Eccles und Popper so haben der Neurowissenschaftler Max Bennett und der Philosoph Peter Hacker zur Möglichkeit, mentaler Phänomene durch neurowissenschaftliche Forschungen zu erklären, Stellung genommen. Sie orientieren sie dabei stark an der Spätphilosophie Wittgensteins. Selbstbewusstsein wird von ihnen charakterisiert als eine „den Menschen allein auszeichnende Fähigkeit zu reflexivem Denken und Wissen, die mit dem Sprachbesitz steht und fällt.“ Sie kritisieren insbesondere die versteckte Übertragung des cartesianischen Dualismus zwischen Körper und Geist auf die Beziehung von Körper und Gehirn. In der vor allem in den Neurowissenschaften verbreiteten Rede von einem Gehirn, das wahrnimmt, denkt, empfindet und will, wird nach ihrer Auffassung nur der „Geist“ durch das „Gehirn“ ersetzt, ohne dass sich am grundsätzlichen Denkmodell etwa ändert. Hierin sehen sie einen „mereologischen Fehlschluss“, in dem einen Teil (dem Gehirn) Eigenschaften zugerechnet werden, die eigentlich nur von einer Person als Ganzes ausgesagt werden können. Als prominente Beispiele kritisieren sie neben vielen anderen António Damásio, Gerald M. Edelman, Nicholas Humphrey oder Colin Blakemore.
Bennett/Hacker lehnen die Vorstellung eines „Selbst“ als eigenständige Entität ab. Für sie ist das eine Selbst-Illusion. Das Selbst hat keinen eigenständigen ontologischen Status. Es gibt kein „Ich“ in mir. Mit dem Erste-Person-Pronomen bezeichnet eine Person sich ganzheitlich. Die Aussage „Ich bin Christoph“ bezeichnet nicht das Ego von Christoph, sondern die ganze Person. Eine Aussage „Ich war gestern in Hamburg“ kann man nicht sinnvoll übersetzen in „mein Selbst war gestern in Hamburg“. „Das Erfahrungssubjekt ist richtig verstanden keine Entität mit dem Namen „das Ich“ oder „das Selbst“, sondern der lebende Mensch.“ Gedanken werden nicht wahrgenommen, sondern der Mensch denkt.
Zur Konzeption von Bennett/Hacker gehört die These, dass Sprache keine „Übersetzung“ nicht-sprachlichen Denkens ist. Sprache geht danach dem Denken voraus, nicht umgekehrt. Sie wenden sich damit gegen eine schon von Locke vertretene Auffassung, das Wörter Vorstellungen im Geist vertreten. Die Bedeutung von Wörtern ist vielmehr unabhängig von Vorstellungsbildern. Aussagen können verstanden werden, auch ohne dass ein Vorstellungsbild erzeugt wird. Ähnlich bedarf es keiner Sprache, um zu denken, aber der Horizont des Denkens wird durch Sprache erweitert. Im Zuge des Spracherwerbs lernt das Kind Wahrnehmungen auszudrücken, Relationen herzustellen und schließlich auch Personalpronomen zu verwenden. Es entwickelt die Fähigkeit, auf jemand anderen und auf sich selbst Bezug zu nehmen. Dabei reagiert es auf des wahrnehmbare Verhalten seiner Umwelt.

„Das kleine Kind antwortet instinktiv auf die elterlichen Emotionen; es reagiert ohne nachzudenken oder zu schließen auf die zärtliche Umsorgung von seiten der Eltern, auf ihren Zorn, auf ihre Zustimmung und Missbilligung, auf ihr Lächeln und ihre Tränen. Die Vorstellung, dass das Kind (oder sein Gehirn), um das zu tun, ‚ein Model‘ des Geistes seiner Eltern ‚konstruieren‘ muss, welches es dann in die Lage versetzt, deren Verhalten vorauszusagen, ist sicherlich ebenso grotesk wie die Vorstellung, dass das Küken, das Kätzchen oder der Welpe ein Modell des Geistes seiner Eltern konstruiert.“

Erst wenn das Kind gelernt hat, seine Wahrnehmungen, Empfindungen, Erfahrungen und Gedanken als seine eigenen zu erfassen und zu beschreiben, kann es auch über sie reflektieren. Aus diesem Grund ist Sprache konstitutiv für das Selbstbewusstsein. Erst dann kann der Mensch sich mit seinen Dispositionen und Befähigungen auseinandersetzen und zu einer Selbsterkenntnis gelangen sowie schrittweise eine Autobiographie und ein Identitätsbewusstsein entwickeln. Die Beschreibung von Selbstbewusstsein als einen „inneren Sinn“, das Gewinnen von Erkenntnissen über sich selbst durch Introspektion, ein inneres Selbstabtasten als Grundlage der Selbstvorstellung halten Bennett/Hacker für eine irrige Vorstellung.

„Der Schlüssel zum Verständnis des Selbstbewusstseins, dessen, was es ausmacht und ermöglicht, liegt nicht in neuralen Selbstabtastungsmechanismen im Gehirn, sondern in der normalen menschlichen Sprachbeherrschung. Und der Schlüssel zum Verständnis seiner neuronalen Grundlagen liegt im Begreifen der neuronalen Bedingungen der Möglichkeit der Denkformen, die eine Frage der Möglichkeit des Sprechens sind. Diese mögen mit neuralen Selbstabtastungseinheiten verknüpft sein oder nicht.“

### Metzinger

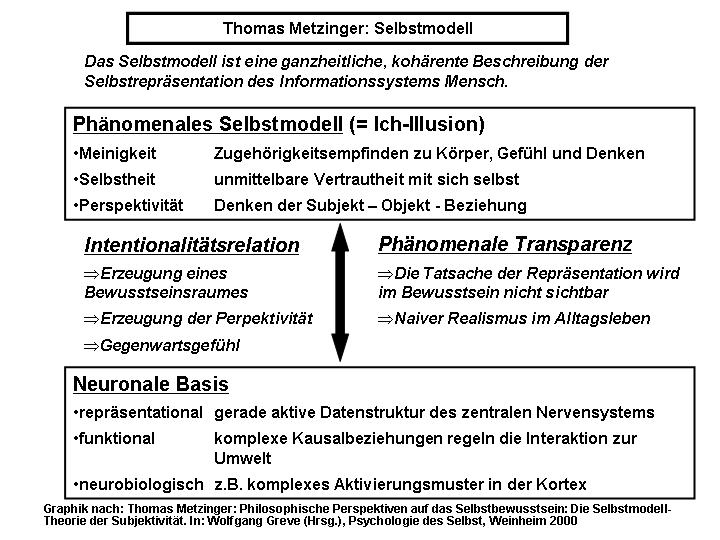
Theorie des Selbstmodells nach Thomas Metzinger

Die von Thomas Metzinger entwickelte Theorie des Selbstmodells knüpft, ähnlich wie sich Franz Brentano und Wilhelm Wundt zu ihrer Zeit an den Ergebnissen psychologischer Überlegungen orientierten, gezielt an den naturwissenschaftlichen Ergebnisse der Neurowissenschaften an. Den im subjektiven Erleben unmittelbar gegebenen Inhalt des Selbstbewusstseins bezeichnet er als „phänomenales Selbst“. Metzinger spricht provozierend von einer „Ich-Illusion“, weil ein Selbst oder ein Subjekt als physische Einheit nicht gegeben ist. Beobachtbar sind Gehirnstrukturen und verschiedene Reaktionen im Gehirn bei entsprechender Stimulierung. Weil aufgrund der Erste-Person-Perspektive ein unmittelbarer Zugang zum subjektiven Erleben nicht möglich ist, schlägt Metzinger ein phänomenologisches Vorgehen zur Erklärung des Selbstbewusstseins vor. Dass der Mensch von seiner Innenperspektive ein kognitives Wissen hat, nimmt Metzinger als Tatsache an. Bei der Selbstbeobachtung erscheinen ihm drei phänomenale Eigenschaften besonders wichtig:
- Mit „Meinigkeit“ bezeichnet er den Umstand, dass einzelne erlebte Phänomene im Bewusstseinsraum als die eigenen empfunden werden. Dies ist die Zugehörigkeit von Körper, Gefühlen und Gedanken zum Selbst.
- Die „Selbstheit“ kennzeichnet eine präreflexive Selbstvertrautheit. Das „Ich-Gefühl“ wird als immer schon vorhanden und unhintergehbar erlebt.
- Das Erleben hat immer eine Perspektivität, die von einem zentrierten Ich ausgeht und sich auf ein etwas außerhalb dieses Ich richtet. Zum Selbstbewusstsein gehört die intentionale Relation zwischen dem Ich und der als außen empfundenen Welt, die das Ich als Mittelpunkt hat.

Auf der empirischen neurobiologischen Ebene hat man über bildgebende Verfahren herausgefunden, dass insbesondere im Kortex komplexe Aktivierungsmuster mit der Tätigkeit der Selbstreflexion verbunden sind. Anomalien aufgrund von Gehirnverletzungen oder psychischer Krankheiten zeigen, dass physiologische Veränderungen Einfluss auf das phänomenale Selbst haben, die bis zum Verlust der Meinigkeit oder der Selbstheit führen können (Phantomschmerz, Schizophrenie u. a.). Funktional kann man die neuronalen Zustände und ihre Veränderungen als kausale Mechanismen auffassen, die in einem Reiz-Reaktions-Zusammenhang die Interaktion mit der Umwelt steuern. Der Input entstammt nicht nur den fünf Sinnen der Wahrnehmung, sondern auch aus inneren Organen, dem Blutdruck oder anderen Sphären des Gehirns wie dem oberen Hirnstamm oder dem Hypothalamus, die Einfluss auf Emotionen und Stimmungen haben. Die funktionalen Zustände bilden das „Kern-Ich“ (core-self), das sich aus einer biologischen, evolutionsgeschichtlich entstandenen, Basis und den Einflüssen der Außenwelt zusammensetzt. In diesem Kern-Ich werden Repräsentationen einschließlich der Selbstrepräsentationen gebildet, die sich zum Gehalt des phänomenalen Selbst zusammenfügen.
Die Kernfrage im Selbstmodell ist, wie aus den neuronalen Zuständen die Elemente des phänomenalen Selbst, also Meinigkeit, Selbstheit und Perspektivität entstehen. Man kann sich hier als Metapher ein Radio vorstellen, bei dem ganz bestimmte Frequenzen zu einem sinnvollen Gehalt führen. Metzinger spricht von „autoepistemischer [selbsterkennender] Geschlossenheit“. Zu dem Vorgang gehören zum einen die vermutete „Phänomenale Transparenz“. Diese sorgt dafür, dass die Repräsentationen im Gehirn nicht als Repräsentationsvorgänge, sondern als unmittelbar gegenwärtige Gegenstände dargestellt werden. Durch diesen „Filter“ wird im Prozess der Vorstellung die Tatsache der Repräsentation als solche ausgeklammert. Auf diese Weise entsteht im Alltagsleben der naive Realismus, der davon ausgeht, das die Welt so ist, wie sie als Vorstellung erscheint. Als Ursache sieht Metzinger einerseits die hohen Verarbeitungsgeschwindigkeiten im Gehirn und andererseits den evolutorischen Effekt, dass diese Art der Umweltwahrnehmung für die Existenzsicherung des Menschen besonders geeignet ist. Zum anderen sind für das phänomenale Selbst Prozesse verantwortlich, die Metzinger als „Intentionalitätsrelation“ bezeichnet. In den Repräsentationen enthalten sind jeweils Bezüge auf ein etwas, die auch Bezüge auf das eigene Denken sein können. Durch eine Vielzahl zugleich ablaufender Intentionalitätsrelationen bildet sich ein Bewusstseinsraum, in dem Wahrnehmungen, Erinnerungen und spontane Einbildungen enthalten sind. In diesen Beziehungen entstehen die Perspektivität und ein Gegenwartsgefühl, durch das die Erste-Person-Perspektive zeitlich ausgedehnt und als ein sich fortsetzender Prozess erlebt wird.